# A Császári-Királyi Hadsereg 1848-1849-ben

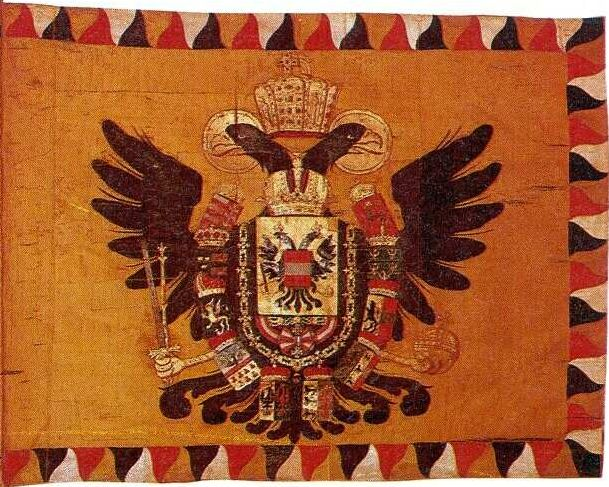
A Császári-Királyi Hadsereg csapatzászlaja (k.k. Truppenfahne) 1806-ig, 1806-tól a ketfejű sas fölé a német-római császári korona (Reichskrone) helyett az osztrák császári korona került.

Az Osztrák Császárság (Kaiserthum Oesterreich) címere.

A Császári-Királyi Hadsereg (Kaiserlich-Königliche Armee) színvonala a 19. század közepén az európai nagyhatalmak szintjén állt. Rendelkezett egy csekély flottával az Adriai-tengeren, de erejének gerincét a szárazföldi fegyveres erők adták. A szárazföldi csapatoknál megtalálhatjuk mindhárom fő fegyvernemet: a gyalogságot, a lovasságot és a tüzérséget is. Ebben az évben, 1848-ban vált ki a császári-királyi haderőből az 1848–49-es honvédsereg alakulatainak zöme is. A Császári-Királyi Hadsereg 1848-ban Európa második legnagyobb létszámú hadereje volt az Orosz Császári Hadsereg (Ру́сская импера́торская а́рмия – Russzkaja imperatorszkaja armija) után.

## Általános jellemzés

### A császári-királyi haderő állapota
A Császári-Királyi Hadsereget a napóleoni háborúk befejező szakaszában (1813-1815) elért látványos katonai sikerei óta a legyőzhetetlenség nimbusza övezte. Élén elvben a korlátlan rendelkezési joggal bíró császár és király, mint legfőbb hadúr (Allerhöchster Kriegsherr) állt, az ő kezében összpontosult a legfelsőbb főparancsnokság (Allerhöchste Oberbefehl), feladatai ellátásában a Császári-Királyi Államtanács (k.k. Staatsrat) katonai szekciója, valamint katonai kabinetirodájának vezetője, aki egyben az uralkodó szárnysegédje segítette. A gyakorlatban a hadsereg legfőbb irányítója az öt tábornokból és civil tisztviselőkből álló Udvari Haditanács (Hofkriegsrat), élén az elnökkel (Präsident des Hofkriegsrates) volt, 1556-ban hozta létre I. Ferdidnánd a rendektől független kormányszékként. Az Udvari Haditanács alárendeltségébe tartozott a tizenkét területi alapon szerveződő főhadparancsnokság (k.k. Generalkommando), mint a birodalom alapvető katonai igazgatási egységei, ezek esetenként hadtestparancsnokságokként is működhettek, élükön egy-egy magas rangú, igen széles jogkörökkel rendelkező tábornokkal. 1848. június 1. napjával az Udvari Haditanács megszűnt, helyét és feladatát az újonnan felállított Császári-Királyi Hadügyminisztérium (k.k. Kriegsministerium) vette át élén a császári-királyi hadügyminiszterrel (k.k. Kriegsminister).
A haderőt hagyományosan ezredekbe szervezték, de ez a gyalogság és a tüzérség esetében csak szervezési kereteket jelentett, a gyalogságot zászlóaljakban, a tüzérséget ütegekben kommandírozták; a lovasságnál alkalmazták az ezredszintű vezénylést. A lovasságot csatákban gyakran osztályokban, vagy századokban vetették be. A haderő létszáma (elvben) háborúban 450–500 000 fő körül mozgott, ez azonban csak papíron volt így, 1848 márciusában a haderő ~58%-a volt bevethető állapotban. A háború óriási ráfordítást igényelt, a birodalom pedig nagy államadóssággal rendelkezett (amit később csak jelentősen növelt az orosz intervenció költségtérítése), ezért a hadsereg és az erődök (kivéve a legfontosabbat, a Várnégyszöget) állapota is gyakran elég rossznak volt mondható, elég Arad vagy Lipótvár erődjére gondolnunk. A császári-királyi hadsereg jelentős, éppen legütőképesebb része Radetzky tábornagy vezetésével ebben az időben az itáliai fronton állomásozott, számos magyar nemzetiségű és/vagy sorozású alakulattal együtt.

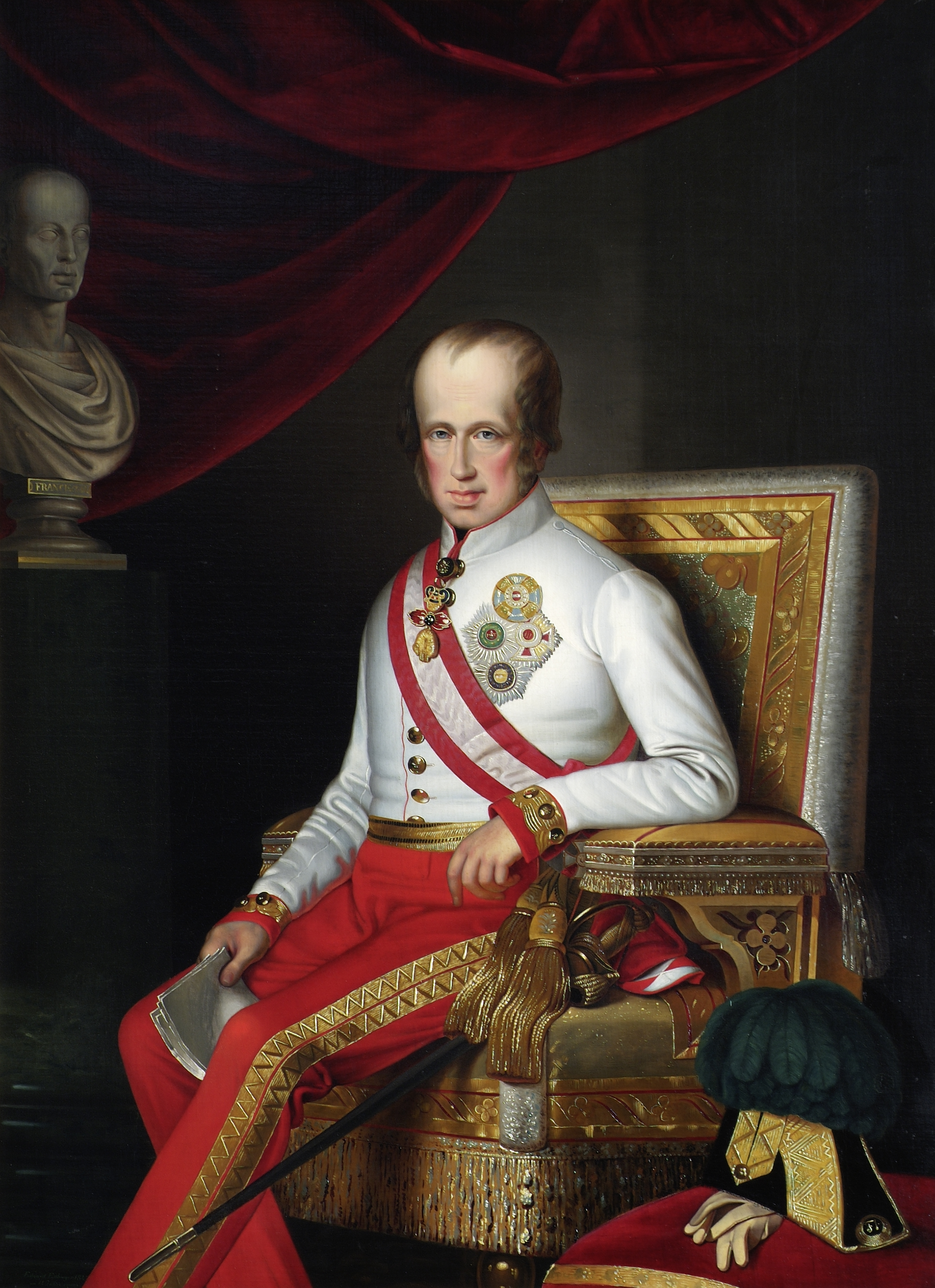
A Császári-Királyi Hadsereg teljhatalmú, legfőbb hadura (Allerhöchster Kriegsherr) elvileg az uralkodó, azonban I. Ferdinánd császár és király erre a feladatra teljesen alkalmatlan volt.
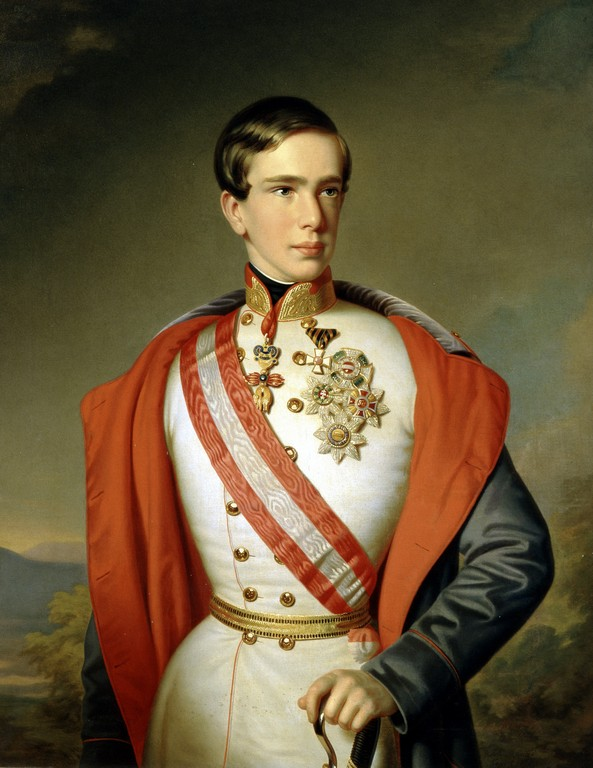
Az 1848. december 2-án trónra lépett I. Ferenc József már ténylegesen élt a Császári-Királyi Hadsereg fölötti korlátlan rendelkezési jogával, mint legfőbb hadúr.
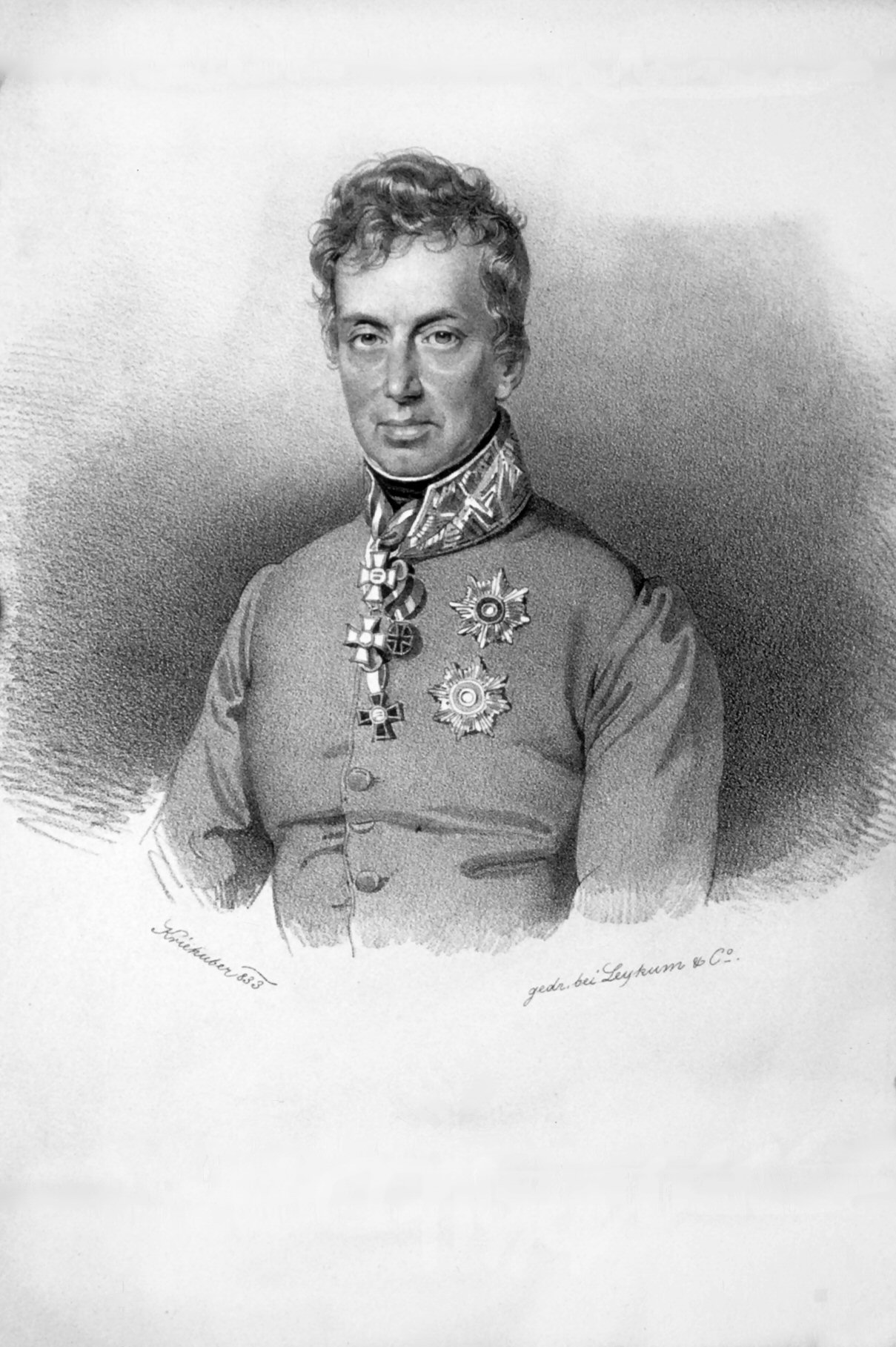
Ignaz Franz zu Hardegg (1772-1848) tábornagy, az Udvari Haditanács (Hofkriegsrat) utolsó előtti elnökeként (Präsident des Hofkriegsrates, 1831-1848),  haláláig a Császári-Királyi Hadsereg első számú tényleges vezetője.
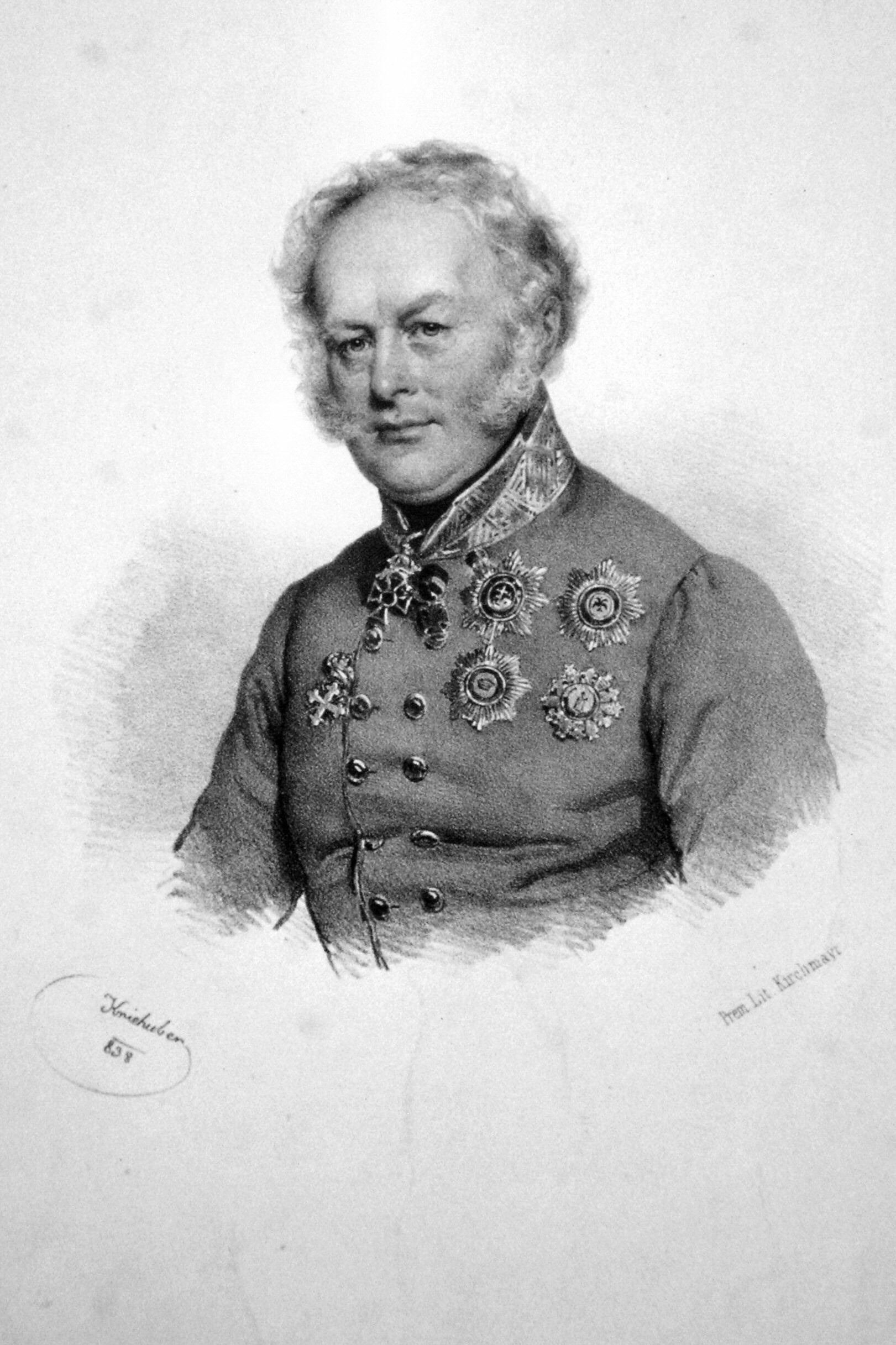
Karl Ludwig von Ficquelmont (1777-1857) lovassági tábornok, az Udvari Haditanács utolsó elnöke 1848-ban.
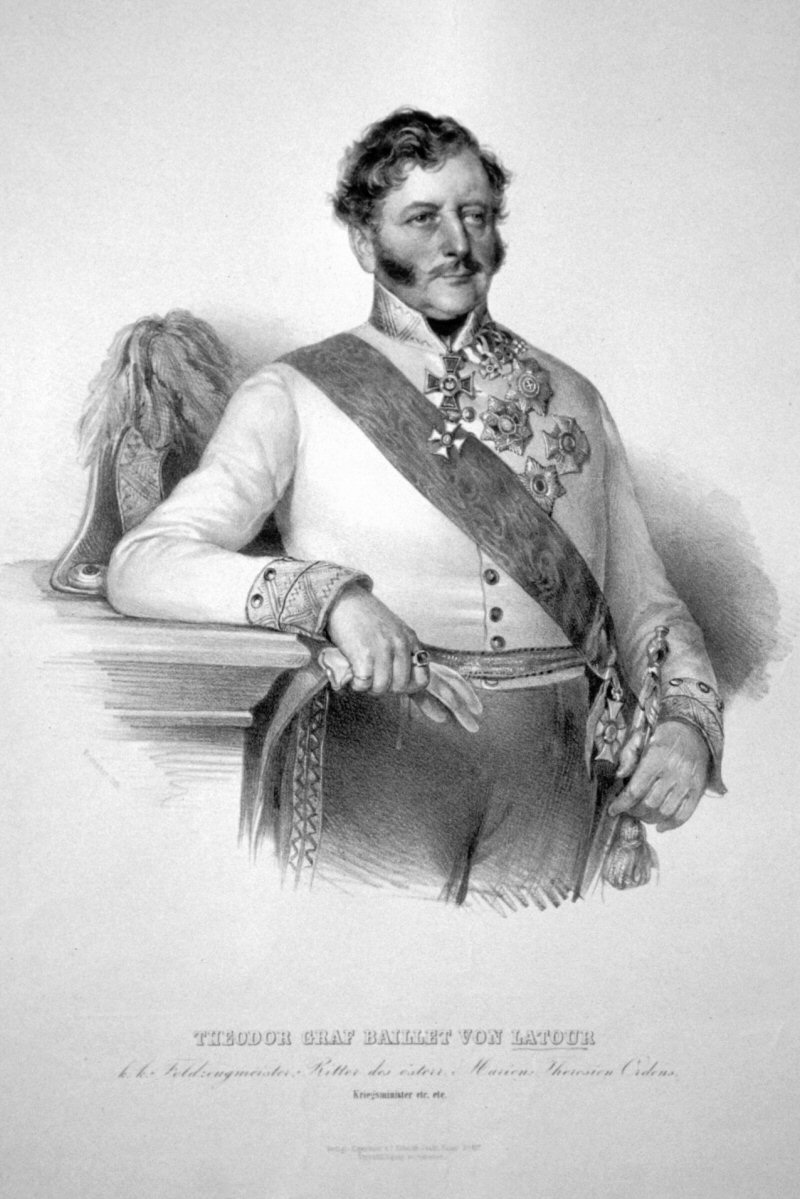
Theodor Baillet von Latour (1780-1848) táborszernagy, az Osztrák Császárság első hadügyminisztere (k.k. Kriegsminister).
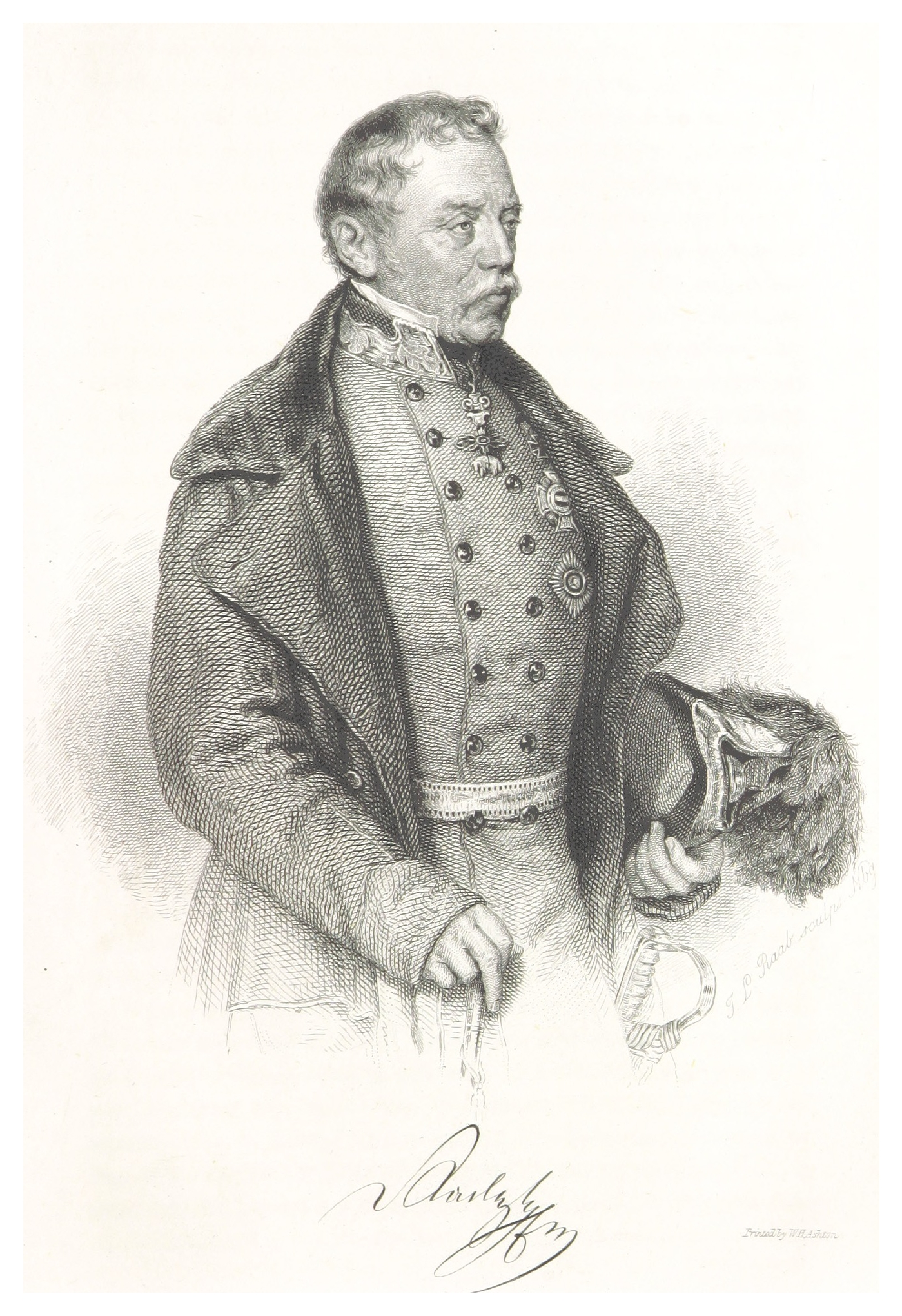
Joseph Radetzky von Radetz (1766-1858) tábornagy, az itáliai hadszíntér osztrák főparancsnoka 1848-1849-ben. Károly főherceg mellett a 19. század legkiemelkedőbb osztrák hadvezére.

### Ranglétra
A hadseregben szolgálókat négy csoportra lehet osztani:
- Legénységi állományúak: a legalacsonyabb rangú a közvitéz, fölötte az őrvezető, tizedes majd őrmester (a lovasságnál strázsamesternek is nevezték). Nem voltak legénységi állományúak, de tisztek sem a tisztnövendékek (hadfiak, hadapródok vagy kadétok).
- A tisztek közé tartoztak az (al)hadnagyok, főhadnagyok és századosok (lovasságnál kapitánynak is nevezték). Századosi rangban is megkülönböztettek 1. és 2. osztályú, vagyis fő- és alszázadost.
- A törzstisztek közé az őrnagyok, alezredesek és ezredesek tartoztak, tehát akik a zászlóaljaktól (vagy lovasságnál osztályoktól) az ezred szintjéig vezették az alakulatokat.
- A tábornoki karba tartozott a vezérőrnagy (Generalmajor), altábornagy (Feldmarschallleutnant (FML), tábornok: a gyalogságnál: gyalogsági tábornok (General der Infanterie (GdI), lovasságnál: lovassági tábornok (General der Kavallerie (GdK) a tüzérségnél: táborszernagy (Feldzeugmeister (FZM), végül tábornagy (Feldmarschall (FM).

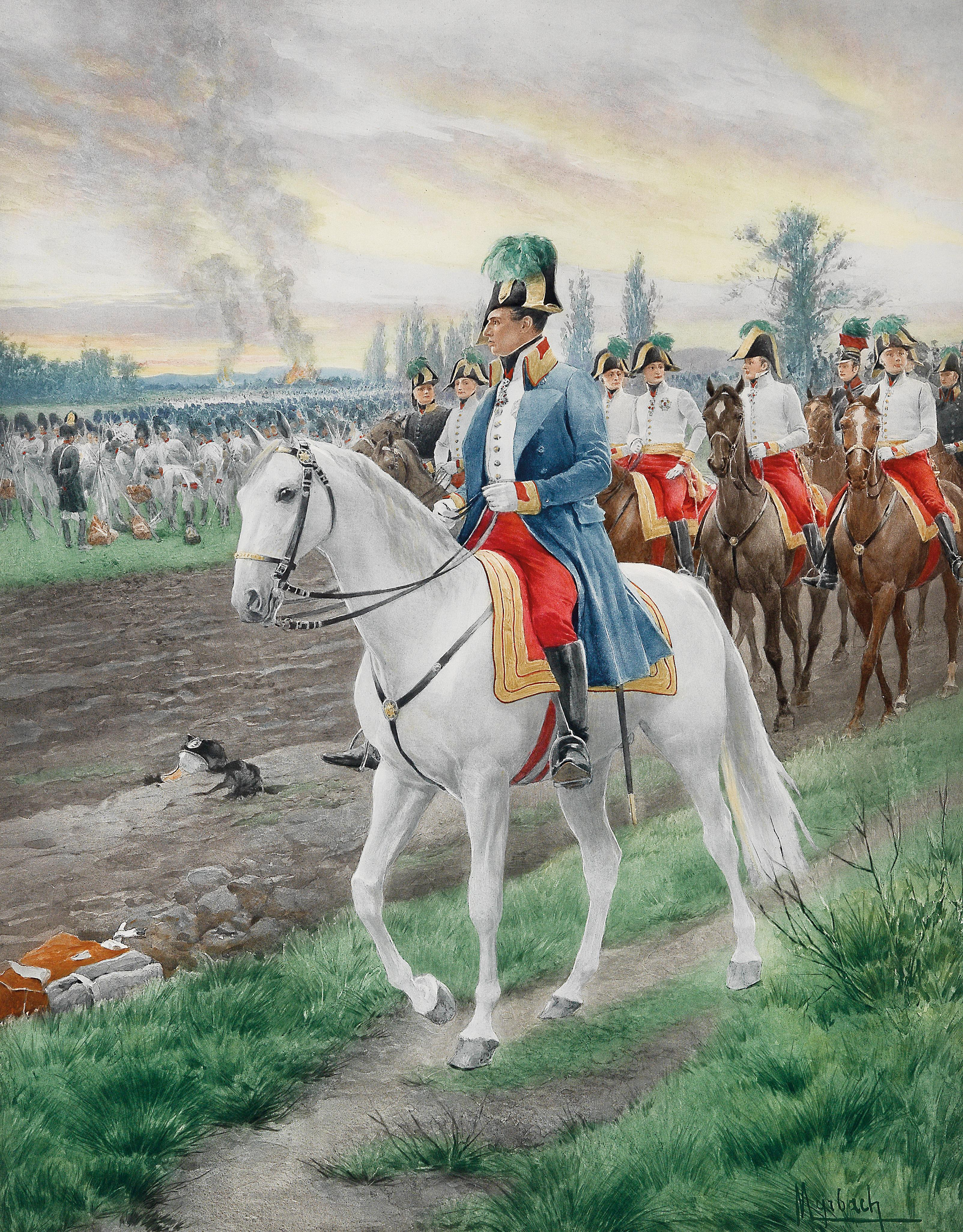
Károly főherceg a vezérkarával 1809-ben. A császári-királyi, tábornoki karba tartozó tisztek 1848-1849-ben is hasonló egyenruhát viseltek.

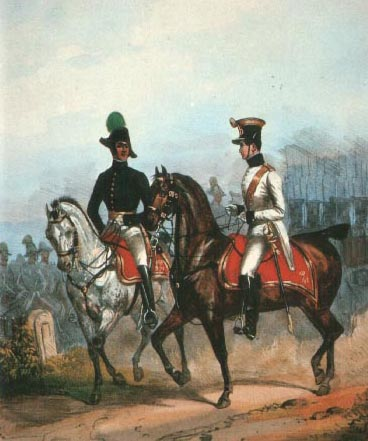
Törzstiszt és adjutáns a császári-királyi főszállásmesteri törzsből (k.k. Generalquartiermeisterstab), 1835-ben.

Császári-királyi vezérőrnagy (k.k. Generalmajor) rangjelzése.
Császári-királyi altábornagy (k.k. Feldmarschallleutnant) rangjelzése.
Császári királyi gyalogsági tábornok (k.k. General der Infanterie), császári-királyi lovassági tábornok (k.k. General der Kavallerie) és táborszernagy (k.k. Feldzeugmeister) rangjelzése.
Császári-királyi tábornagy (k.k. Feldmarschall) rangjelzése.

Az alakulatok törzséhez tartoztak még az írnokok, számvevők, tábori lelkészek, orvosok is, noha ők rangot nem viseltek.

### Szolgálati idő
| Sorozás helye              | Ezredek | Ezredek  | Szolgálati idő (1845 előtt) |
| Sorozás helye              | Száma   | Létszáma | Szolgálati idő (1845 előtt) |
| Osztrák Főhercegség        | 4       | 5800     | 18 év +13 évig a Landwehr   |
| Belső-Ausztria             | 1       | 5800     | 18 év +13 évig a Landwehr   |
| Szilézia                   | 1       | 5800     | 18 év +13 évig a Landwehr   |
| Stájerország               | 1       | 5800     | 18 év +13 évig a Landwehr   |
| Illíria                    | 3       | 5800     | 18 év +13 évig a Landwehr   |
| Morvaország                | 4       | 5800     | 18 év +13 évig a Landwehr   |
| Csehország                 | 8       | 5800     | 18 év +13 évig a Landwehr   |
| Galícia                    | 13      | 5800     | 18 év +13 évig a Landwehr   |
| Lombard-Velencei Királyság | 8       | 4000     | 8 év                        |
| Magyarország és Erdély     | 15      | 3600     | 10 év                       |

A különböző területekről bevonultatott újoncok szolgálati ideje hosszú ideig eltérő volt. Az ausztriaiak (a tiroliak kivételével), a cseh- és morvaországiak és a galíciaiak 18 évig szolgáltak, leszerelésük után további 13 évig a Landwehr-zászlóaljakban voltak szolgálatra kötelezhetők. A tiroliak és az itáliaiak nyolc évet szolgáltak, utána teljes felmentést kaptak. A magyarok szolgálati ideje változó volt: az 1830-ban és 1840-ben megajánlott újoncok szolgálati idejét tíz évben szabták meg. Ugyanakkor a közbeeső időszakokban vagy korábban besorozottak szolgálati idejét ezek a törvények nem érintették: ők gyakran életfogytig vagy rokkanttá válásukig szolgáltak. A szolgálati vétségeket, szökési kísérleteket sok esetben a szolgálat meghosszabbításával torolták meg: így a hadseregben nem voltak ritkák a 20-22 éve szolgáló katonák sem. 1845-ben az Udvari Haditanács az egész birodalom területén 8 évben szabta meg a katonai szolgálat idejét.

### Hadszervezet háború idején
Háború esetén igyekeztek a csapatokat hadi létszámra emelni, ami hol sikerült, hol nem. Az így kiegészített csapatokból gyalogos illetve lovas dandárokat szerveztek. Egy gyalogos dandárba 3-5 sorezredi, határőr, vadász- vagy gránátos zászlóalj (ált. vegyesen) tartozott. 1848-49-ben Jelasics hadseregében, illetve a délvidéki cs. kir. erőknél azonban előfordultak tisztán határőr zászlóaljakból álló dandárok is, a bécsi helyőrségben illetve 1849 tavaszán és nyarán az elit gránátos zászlóaljakból alakítottak dandárt. E gyalogdandárokba általában egy gyalogüteget osztottak be, de – főleg a kezdeti időszakban, illetve nem a fősereghez tartozó önálló dandárok esetében – egy-két (többnyire könnyűlovas) századot is találunk. A lovas dandárok többnyire 2 lovasezredből (12-16 lovasszázad) álltak, s szintén egy lovasüteget vagy röppentyűüteget osztottak be melléjük. A műszaki csapatokat hol beosztották a dandárokba, hol közvetlenül a hadtestparancsnok rendelkezése alá tartoztak.
2 vagy 3 dandárból alakítottak egy hadosztályt, ezek vagy gyalogos, vagy vegyesen gyalogos és lovasdandárok voltak. 1849 tavaszán a Jellačić-hadtestnél, majd júniusban a Haynau vezette főseregnél létrehoztak 1-1 tisztán lovashadosztályt is. 2 vagy 3 hadosztály alkotott egy gyalogságból, lovasságból, tüzérségből álló összfegyvernemi hadtestet, amely ezeken kívül a hadtestparancsnok közvetlen rendelkezése alá tartozó hadtest tüzértartalékkal is rendelkezett: ez utóbbi legalább 4 ütegből (24 löveg és/vagy röppentyű) állott. 2 vagy több hadtest, vagy ennek megfelelő erő alkotott 1-1 hadsereget. A szabadságharc összesen 2 hadsereg (a fő- és a Jelačić vezette déli hadsereg), valamint több önálló hadtest, hadosztály, dandár vagy különítmény működött a hadszíntéren. A hadseregek szintén rendelkeztek tüzértartalékkal, ami 10-13 ütegből állott. E szervezési elvektől az alkalomszerűen összeállított, önálló feladattal megbízott hadosztályok és dandárok esetében, valamint a délvidéki és erdélyi hadseregnél illetve hadtestnél gyakran eltértek. Az erdélyi hadtest esetében 1849. április végéig nem képeztek hadtest tüzértartalékot, hiányzott a dandárok hadosztályba szervezése is. A délvidéki szerb erőknél még dandárokat sem hoztak létre, s csak Jellačić hadseregének megjelenése után történt meg ezek megszervezése.

## Fegyvernemek

### Gyalogság
A gyalogság 3 csapatnemre, a sorgyalogságra (Linien-Infanterie), határőrökre és vadászokra oszlott. A fegyvernem legnagyobb részét az összesen 58 sorgyalogezred alkotta. Ezeket 1-69-ig számozták, de az 5. és 6. gyalogezredeket 1807-ben, a 46., 50. és 55. gyalogezredeket 1809-ben feloszlatták, s számukat 1849-ig nem töltötték be. (Az 5-6. gyalogezredekből szervezték meg az 1. és 2. helyőrségi ezredet, majd ezek feloszlatása után ezekből jött létre az 1-4. helyőrségi zászlóalj). A gyalogság teljes létszáma a tartalék századokat nem számítva békeidőben 285 000, hadilábon körülbelül 400 000 fő volt.

#### Sorgyalogság (Linien Infanterie)
A sorgyalogság uniformisa fehér frakkból, a német ezredeknél bő szárú kék pantallóból, a magyar ezredeknél szűk, vitézkötéses magyar nadrágból és fekete csákóból állt. Az egyes regimenteket az eltérő hajtóka- és gombszínek alapján különböztették meg. Az 58 sorgyalogezred közül négyet az Osztrák Főhercegségből, egyet Belső-Ausztriából egyet Sziléziából, egyet Stájerországból, hármat Illíriából, négyet Morvaországból, nyolcat Csehországból, tizenhármat Galíciából, nyolcat a Lombard-Velencei Királyságból, tizenötöt pedig Magyarország és Erdély területéről toboroztak és soroztak be. Valamennyi gyalogezredet – a magyarokat leszámítva – német gyalogságnak nevezték. A számuk szerint a magyar sorezredek a következőek: a 2., 19., 31., 32., 33., 34., 37., 39., 48., 51., 52., 53., 60., 61., 62. gyalogezred. Az ezredek békeidőben 2 hat-hatszázados és 1 négyszázados zászlóaljból, valamint két gránátos századból álltak. Háborúban a harmadik zászlóalj létszámát is hat századra emelték. Egy, két századból álló raktár- (depot-) osztályt, s itáliai és magyarországi ezredek kivételével egy 1. és egy 2. Landwehr-zászlóaljat is felállítottak. A századok létszáma a német gyalogságnál az 1-3. zászlóaljakban és az 1. Landwehr-zászlóaljban 218, a magyar ezredeknél 198 fő volt. 1848-ban volt olyan gyalogezred, amelynek 3 zászlóalja és 2 gránátos százada négy különböző helyen szolgált. Egy német ezred létszáma tehát hadilábon kb. 5800, az olaszoké 4000, a magyaroké 3600 főt számlált; a gránátos zászlóaljak létszáma 1100 fő körül volt.

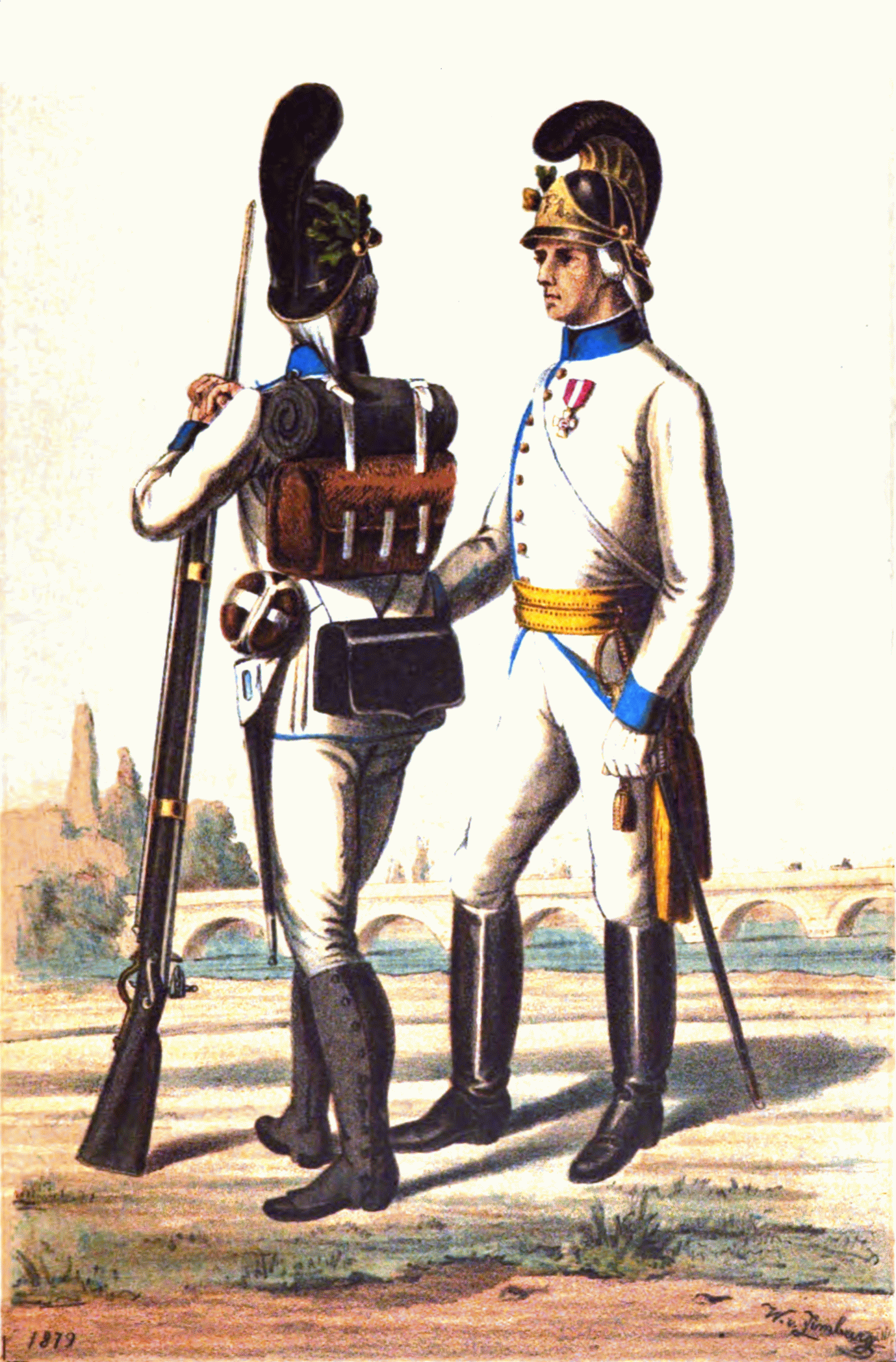
Sorgyalogos közlegény és tiszt a német Császári-Királyi 4. Hoch- und Deutschmeister Gyalogezredből (k.k. Infanterie-Regiment Hoch- und Deutschmeister Nr. 4.) az 1798-1809 között viselt egyenruhában, tarajos bőrsisakban.
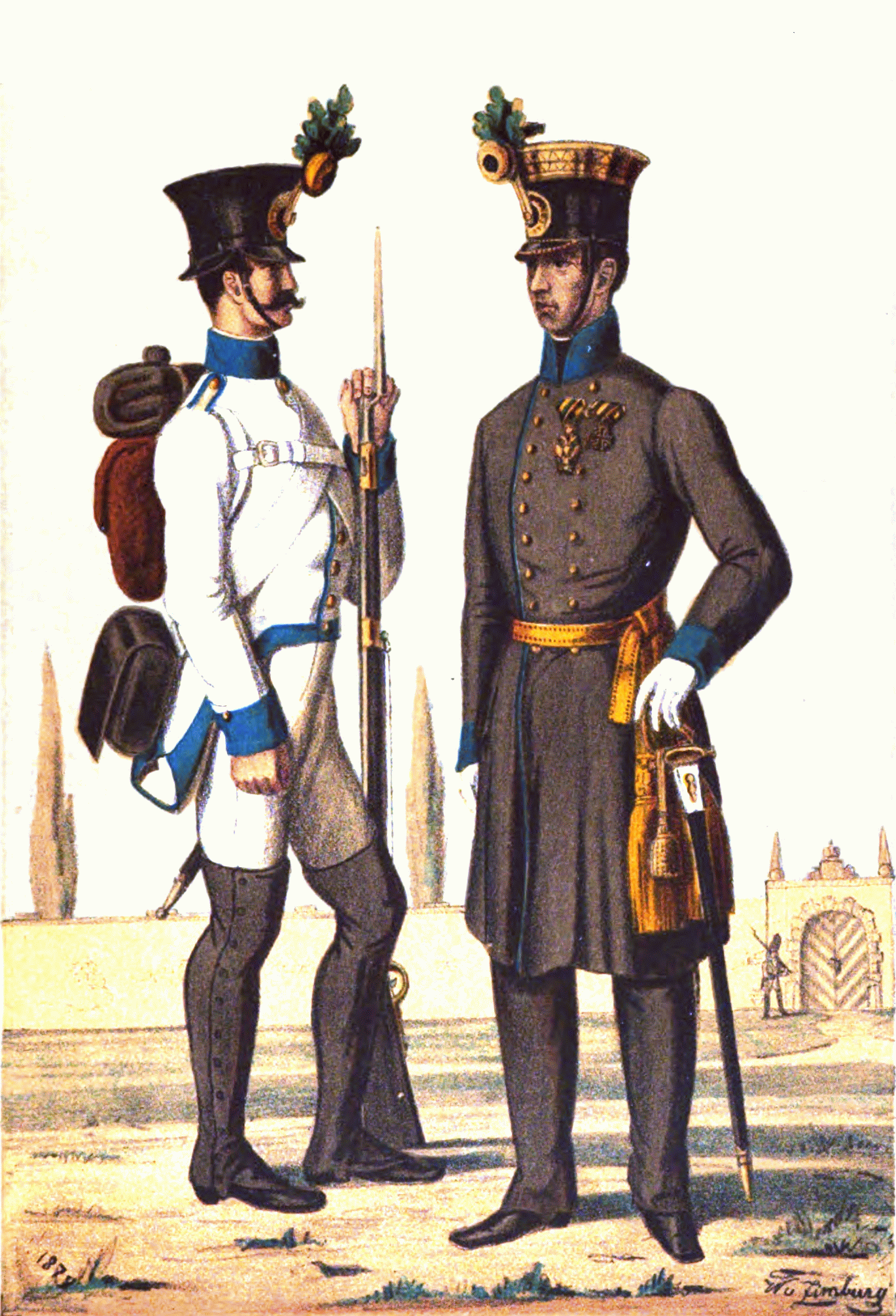
Sorgyalogos közlegény és tiszt rossz időben a fehér zubbony fölött viselt kabátban a Császári-Királyi 4. Hoch- und Deutschmeister Gyalogezredből (k.k. Infanterie-Regiment Hoch- und Deutschmeister Nr. 4.) az 1809-1835 között viselt egyenruhában.
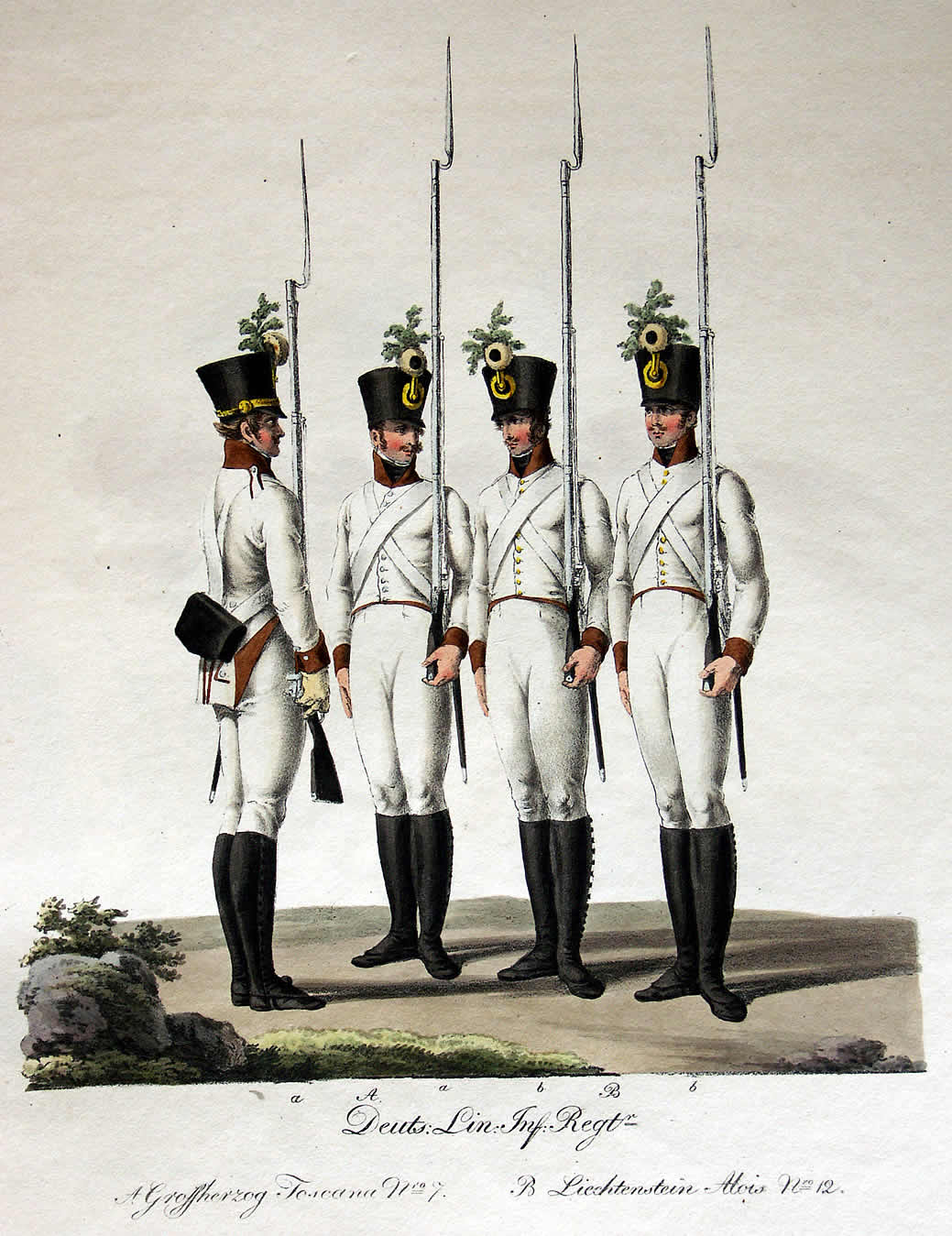
Német sorgyalogság az 1809-1835 között rendszeresített egyenruhában. 1836-tól kék színű nadrágot és egyenes oldalú csákót viseltek.
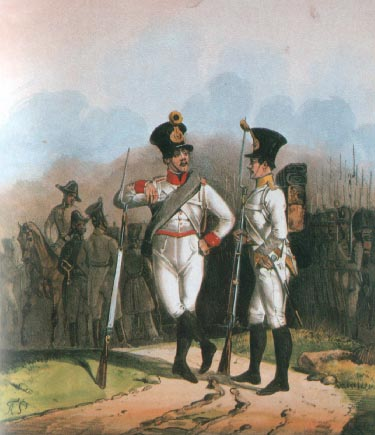
Német sorgyalogság az 1809-1835 között rendszeresített egyenruhában, még fehér nadrágban.
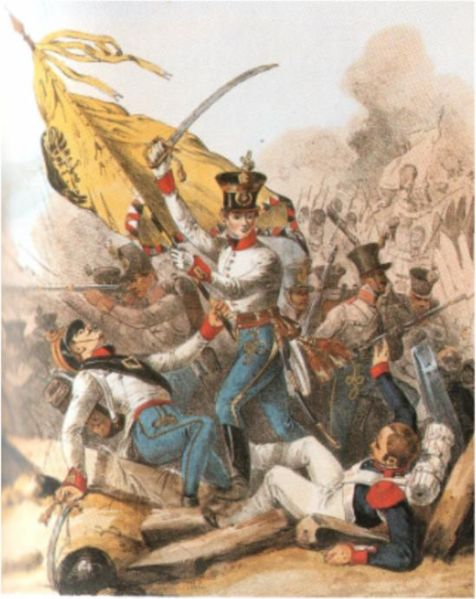
Magyar sorgyalogság az 1809-1835 között viselt egyenruhában.
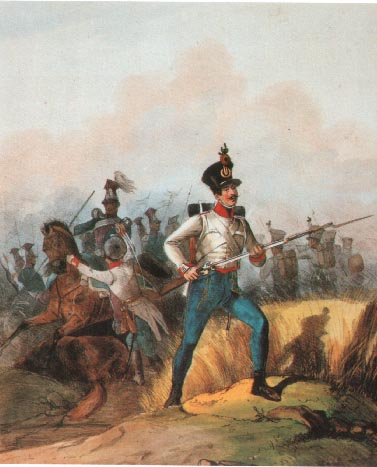
Magyar sorgyalogos az 1809-1835 között viselt egyenruhában.
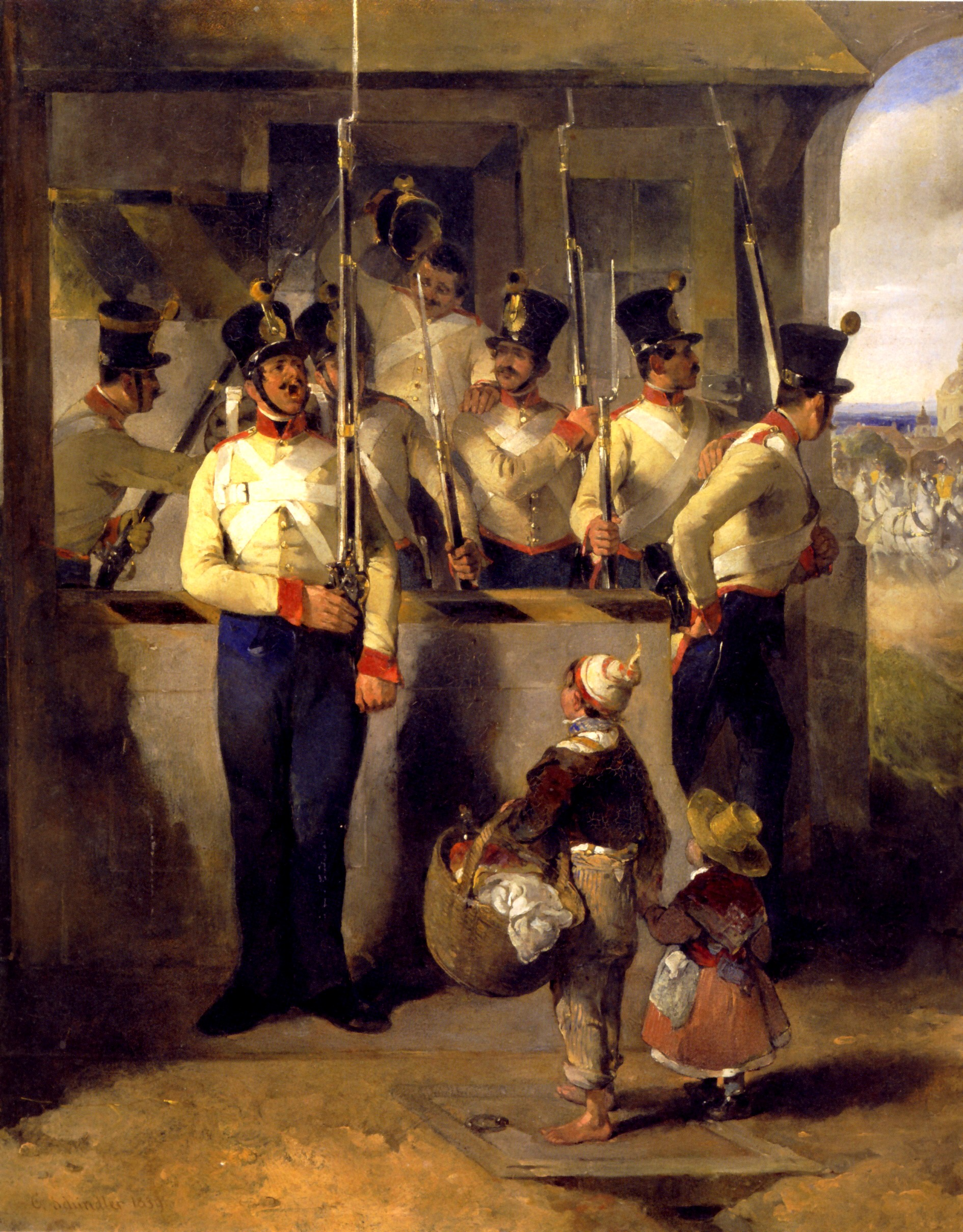
Német sorgyalogság az 1836-tól rendszeresített egyenruhában, a korábbi fehér helyett már kék színű nadrágban.
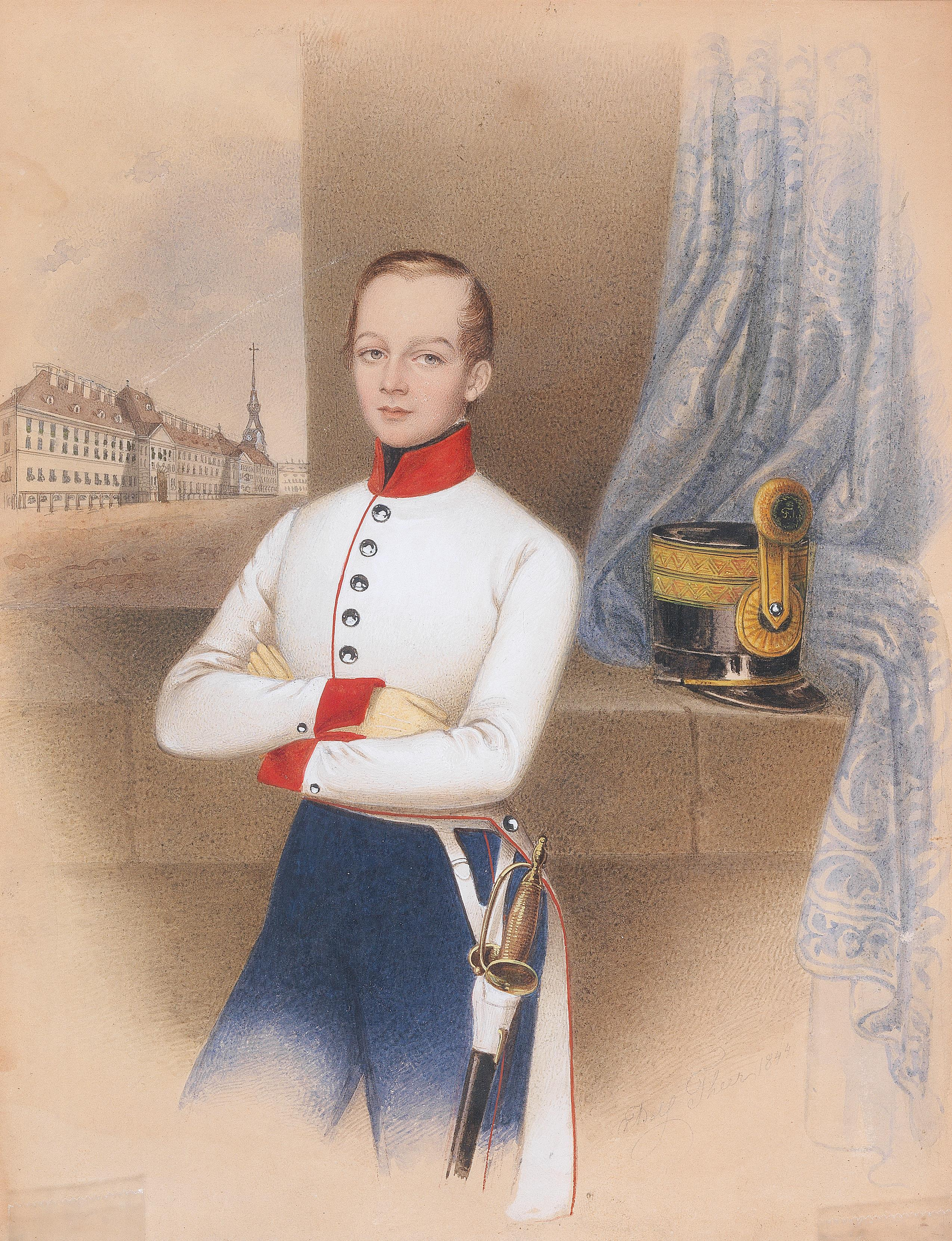
Kadét a sorgyalogság 1836-ban bevezetett egyenruhájában, egyenes oldalú csákóval, 1844-ben.
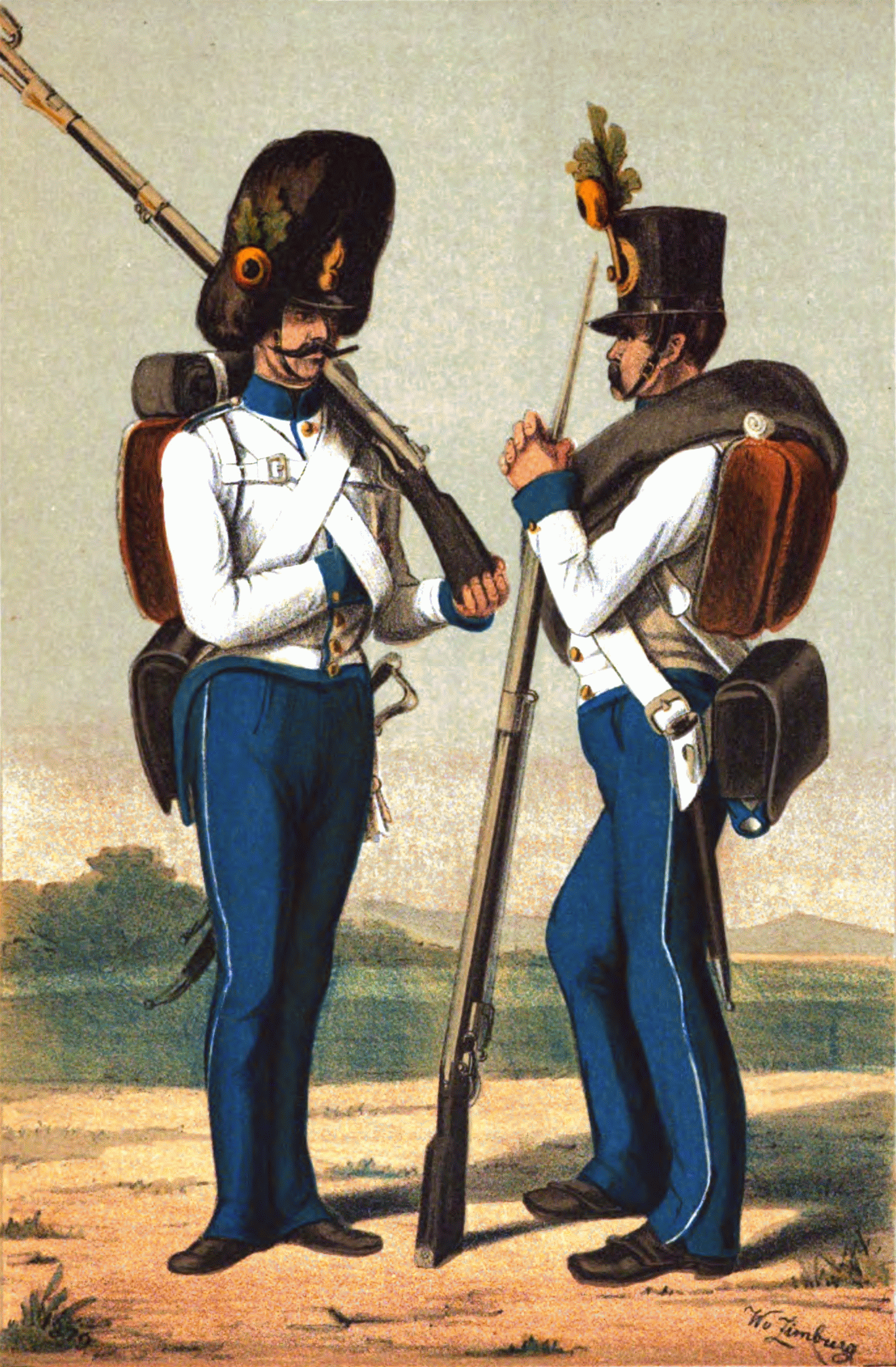
Medvebőrkucsmás német gránátos és sorgyalogos az 1836-tól viselt egyenruhában, a Császári-Királyi 4. Hoch- und Deutschmeister Gyalogezredből (k.k. Infanterie-Regiment Hoch- und Deutschmeister Nr. 4.).

##### Elit gránátos zsászlóaljak (Grenadier Battaillons)
A sorgyalogezredek gránátos századainak létszáma 175 fő volt; ezeket 3-3 (két esetben 2-2) ezredenként önálló gránátos zászlóaljakba (Grenadier-Bataillons) egyesítették, amelyek a parancsnok nevét viselték. Ezek közül öt, az Uracca (31., 51., 62. ezredekből), Baussnern (2., 32. 39. ezredekből), a Laiml (34., 37. 63. ezredekből), a Milpökh (19., 48., 60. ezredekből), és a Freisauf (33., 52., 61. ezredekből) nevű, parancsnokaikról elnevezett gránátos zászlóalj tartozott a magyarországi kiállításúak közé. A gránátosokat a nagyon magas termetű, kiemelkedő fizikai állóképességű katonák közül válogatták,  elit jellegük kifejezéseként a gyalogság csákója helyett medvebőr kucsmát viseltek.

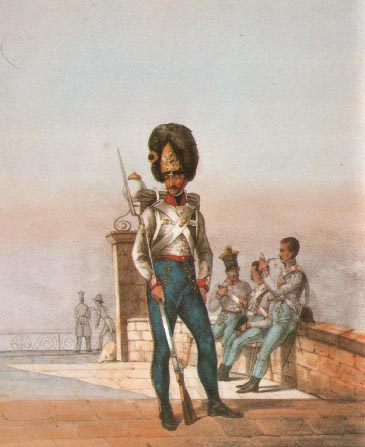
Magyar gránátos vitézkötéses, szűk "magyar" nadrágban, a háttérben magyar sorgyalogosok az 1836 előtti típusú csákóban.
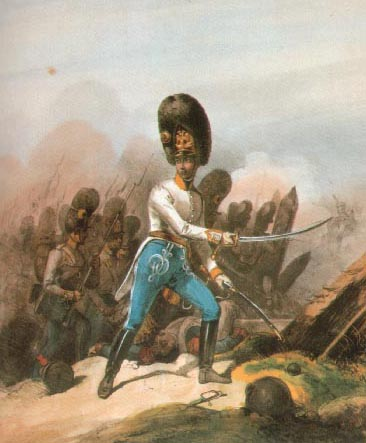
Gránátos tiszt magyar sorgyalogezredből, csizmában, vitézkötéses, szűk "magyar" nadrágban.
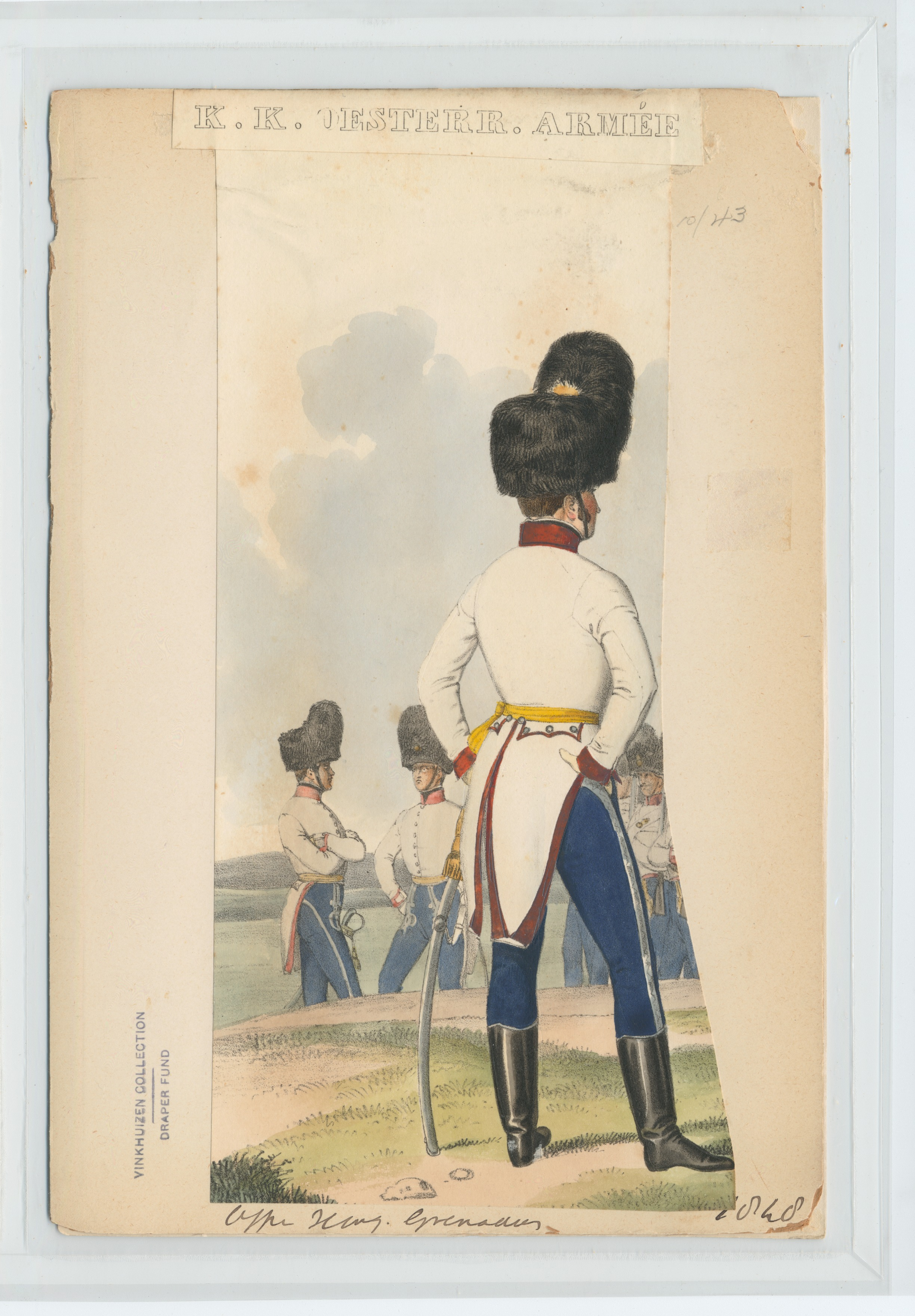
Gránátos tiszt magyar sorgyalogezredből, csizmában, szűk, vitézkötéses "magyar" nadrágban.
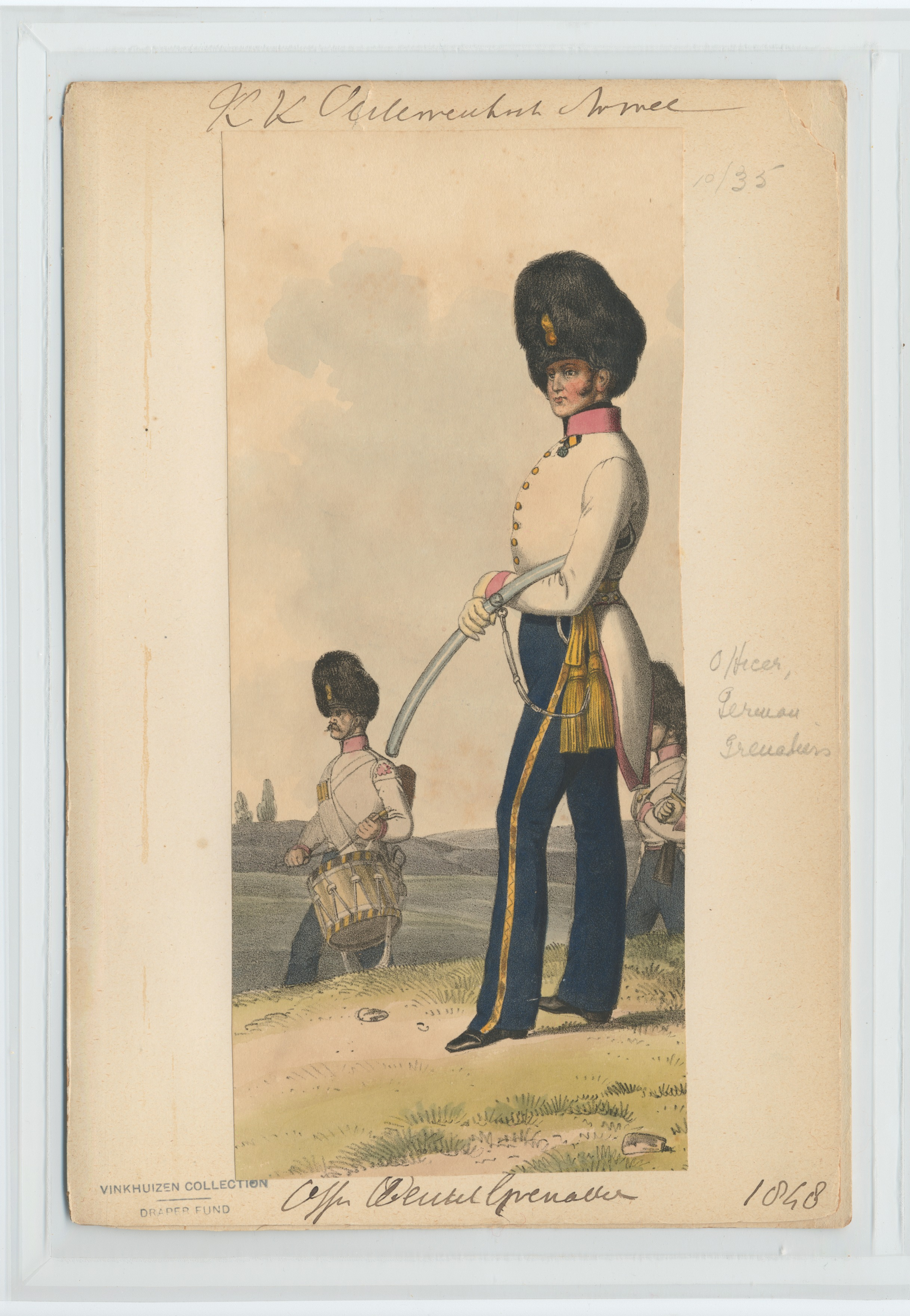
Gránátos tiszt 1848-ban, német sorgyalogezredből, az 1836 utáni egyenruhában, bő szárú pantalló nadrágban.

#### Határőrgyalogság (k.k. Gränz Infaterie)
A sorgyalogezredeknél jóval kisebb harcértékű, könnyűgyalogságként alkalmazott határőr gyalogezredek (k. k. Gränz-Infanterie-Regimente) nemcsak igazgatási, de területi egységet is jelentettek: egy-egy határőrezred területe megfelelt egy kisebb magyar megyéének. A katonai határőrvidék ezredeinek láncolata Dalmáciától a galíciai határig húzódott. A területet ezredekre osztották, s Bécsből az Udvari Haditanács közvetlenül rendelkezett velük a területi főhadparancsnokságok (Generalkommando) útján. A határőrvidék végleges szervezete 18 határőr gyalogezredből (ezek az 1. Likai, 2. Otosánci, 3. Ogulini, 4. Szluini, 5. Varasd-Kőrösi, 6. Varasd-Szentgyörgyi, 7. Bródi, 8. Gradiskai, 9. Péterváradi, 10. Első báni, 11. Második báni, 12.  Német-bánsági, 13. Román-bánsági, 14. Első székely, 15. Második székely, 16. Első román, 17. Második román és a 18. Illír-bánsági), a titeli sajkás zászlóaljból, egy székely huszárezredből állt. A határőrvidék generalátusokra, ezeken belül ezred- és századkerületekre, a századkerületeken belül több családból álló házközségekre oszlott 1-1 önként választott családfő alatt. Minden házközség bizonyos mennyiségű földet kapott katonai hűbér gyanánt, s mindegyiknek bizonyos számú katonát kellett kiállítania. A századok létszáma 206 fő volt, ezek közül 20 fő lovas vagy gyalogos határvadász (szerezsán) volt. Minden ezrednek volt egy 3 ágyúból és 1 tarackból álló tüzérsége, amit az 50 főnyi, az ezredhez tartozó tüzérségi kiképzést kapott katona kezelt. A sajkás zászlóalj századainak létszáma 187 fő volt, s összesen 139 tüzérrel rendelkezett. A Határőrvidék katonai erejét jelképezi, hogy 1848-49-ben a cs. kir. oldalon maradt 16 ezred és a sajkás zászlóalj 91 zászlóaljat állított ki, amelyek közül 29 tábori, s 62 népfelkelő (Landwehr-) zászlóalj volt. A határőr gyalogezredek uniformisa barna frakkból, szűk, kék színű, vitézkötéses magyar nadrágból és fekete csákóból állt.

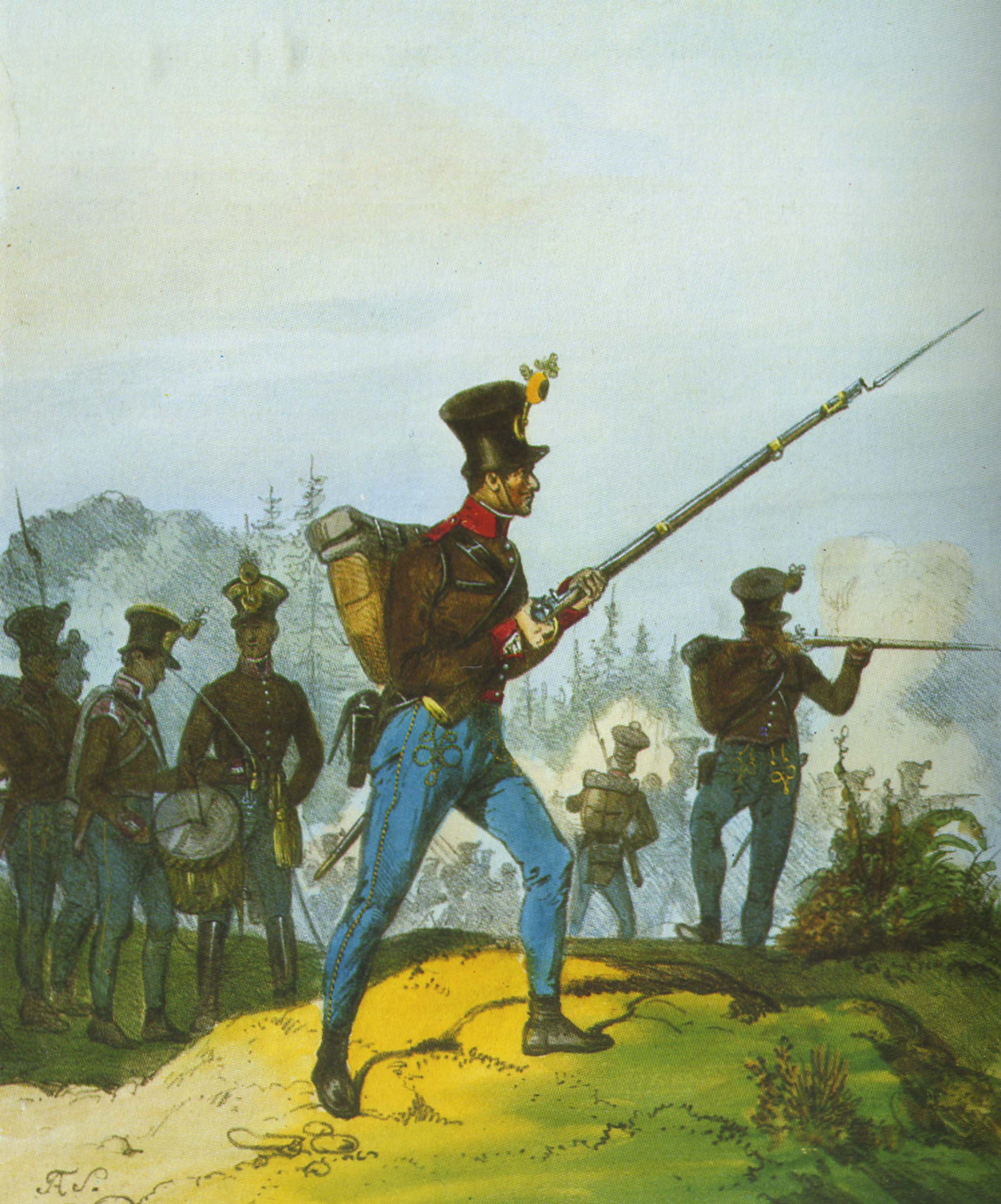
Határőrgyalogság (k.k. Gränz Infaterie) az 1809-1835 közötti egyenruhában. 1836-tól a csákó egyenes oldalú lett. A határőrgyalogság a sorgyalogság fehér zubbonyával ellentétben barna színűt viselt.
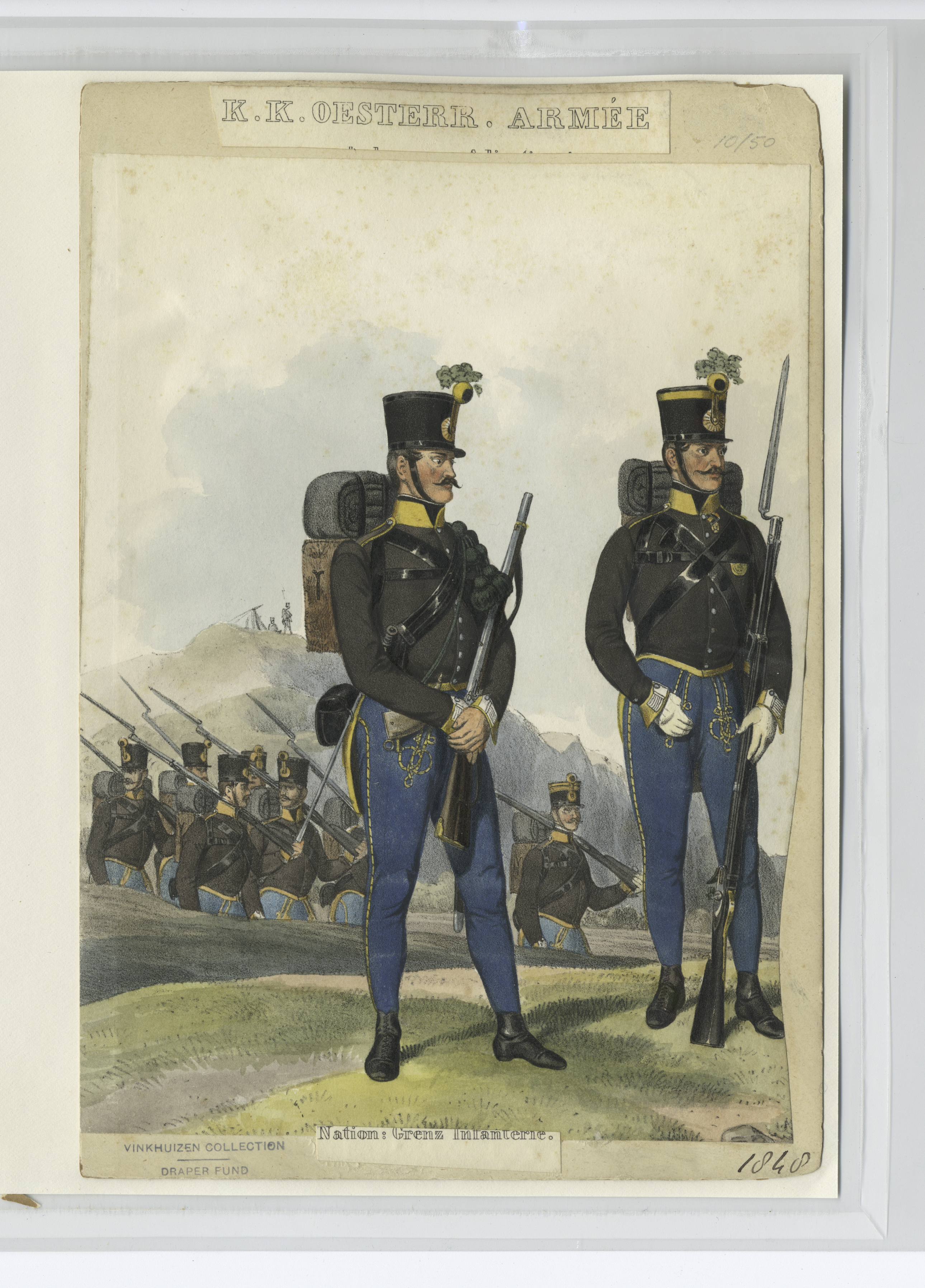
Határőrgyalogság (k.k. Gränz Infaterie)1848-ban, az 1836-tól rendszeresített  egyenruhában.
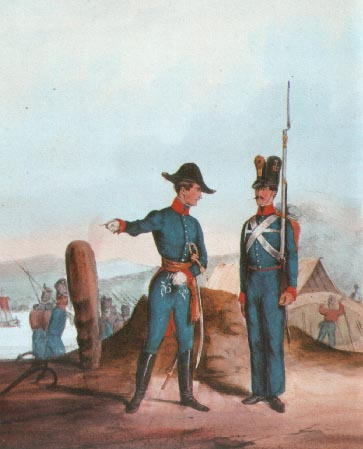
Császári-királyi sajkások (k.k. Czakisten) 1835-ben.
Császári-királyi sajkás tiszt az 1836-tól bevezetett egyenruhában.
Császári-királyi sajkás közlegény az 1836-tól bevezetett egyenruhában.
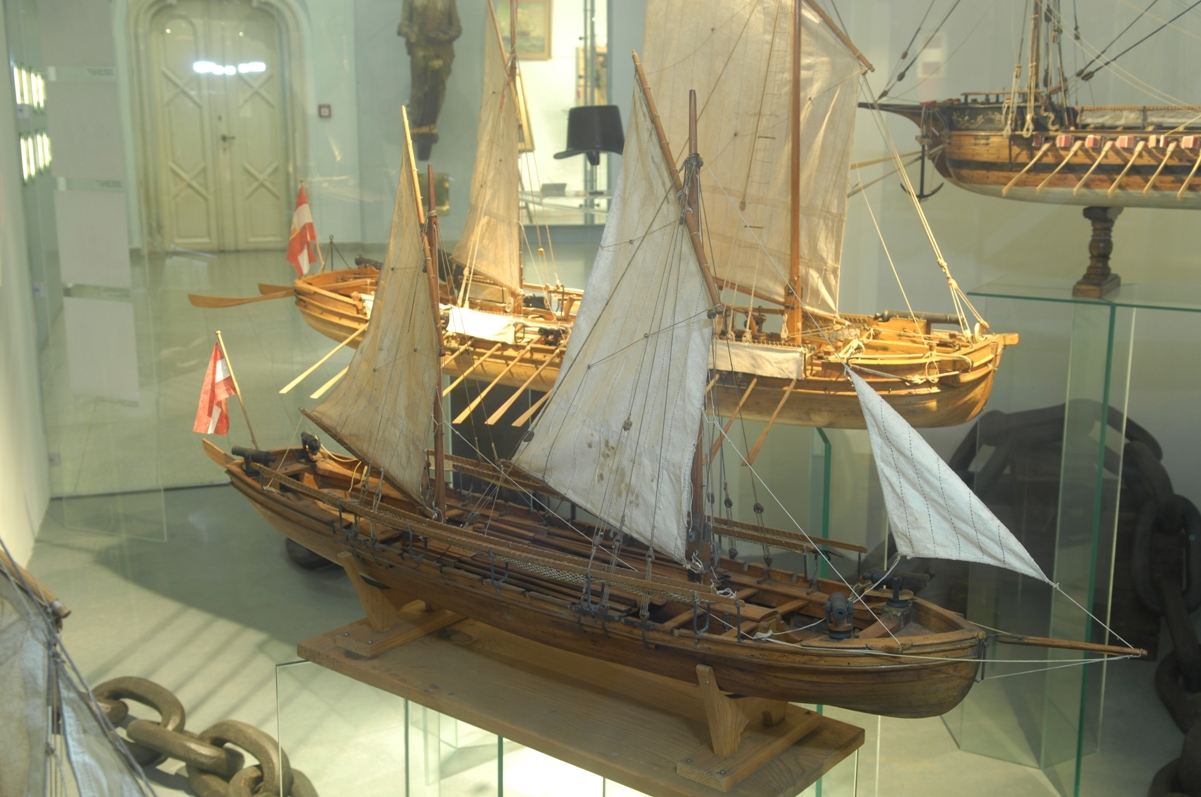
Császári-királyi dunai sajka modellje a bécsi Hadtörténeti Múzeumban.

#### Vadászok
A különleges, elit gyalogsági alakulatok közé tartoztak a gránátosok mellett a vadászok. Feladatuk a felderítés, az előőrsi szolgálat, a felfejlődő ellenséges gyalogság nyugtalanítása volt. Különösen jól lehetett őket alkalmazni erdei és hegyi harcokban. A sor- és határőr gyalogság elöltöltős, huzagolatlan, szuronyos lőfegyverrel harcolt, ezért csak a sortüzük volt igazán hatásos. A vadászok huzagolt, elöltöltős fegyvereket kaptak. Ezek töltése ugyan nehezebb volt, de célzott lövést is le lehetett velük adni. A vadászalakulatok a 4. hat-hatszázados zászlóaljból álló tiroli vadászezredből (Császár-vadászok – Kaiserjäger, vagy Tiroler Jäger), valamint a 12. szintén hat-hatszázados tábori vadászzászlóaljból (Feldjäger-Batallion) álltak. A tiroli zászlóaljak századainak létszáma 185, a tábori vadászzászlóaljaké 246 fő volt. Háború esetén minden vadászzászlóalj felállított egy-egy tartalék századot is. 1849. február 28-án a cs. kir. hadügyminisztérium elrendelte, hogy az immár 8. osztállyal is kiegészített 8-8 százados 1-7., 9-10 és 12. vadászzászlóaljakat osszák ketté, s a 3-4. osztályokból szervezzenek újabb vadászzászlóaljakat 13-22. számmal. A 23. vadászzászlóaljat az erdélyi szász önkéntes vadászzászlóaljból, a 24.-et a bécsi önkéntes vadászokból, a 25. vadászzászlóaljat a 8., a 26.-at a 11. vadászzászlóalj 3-4. osztályaiból szervezzék meg. A tiroli vadászezredet hat négy-, és egy hatszázados zászlóaljra osztották.

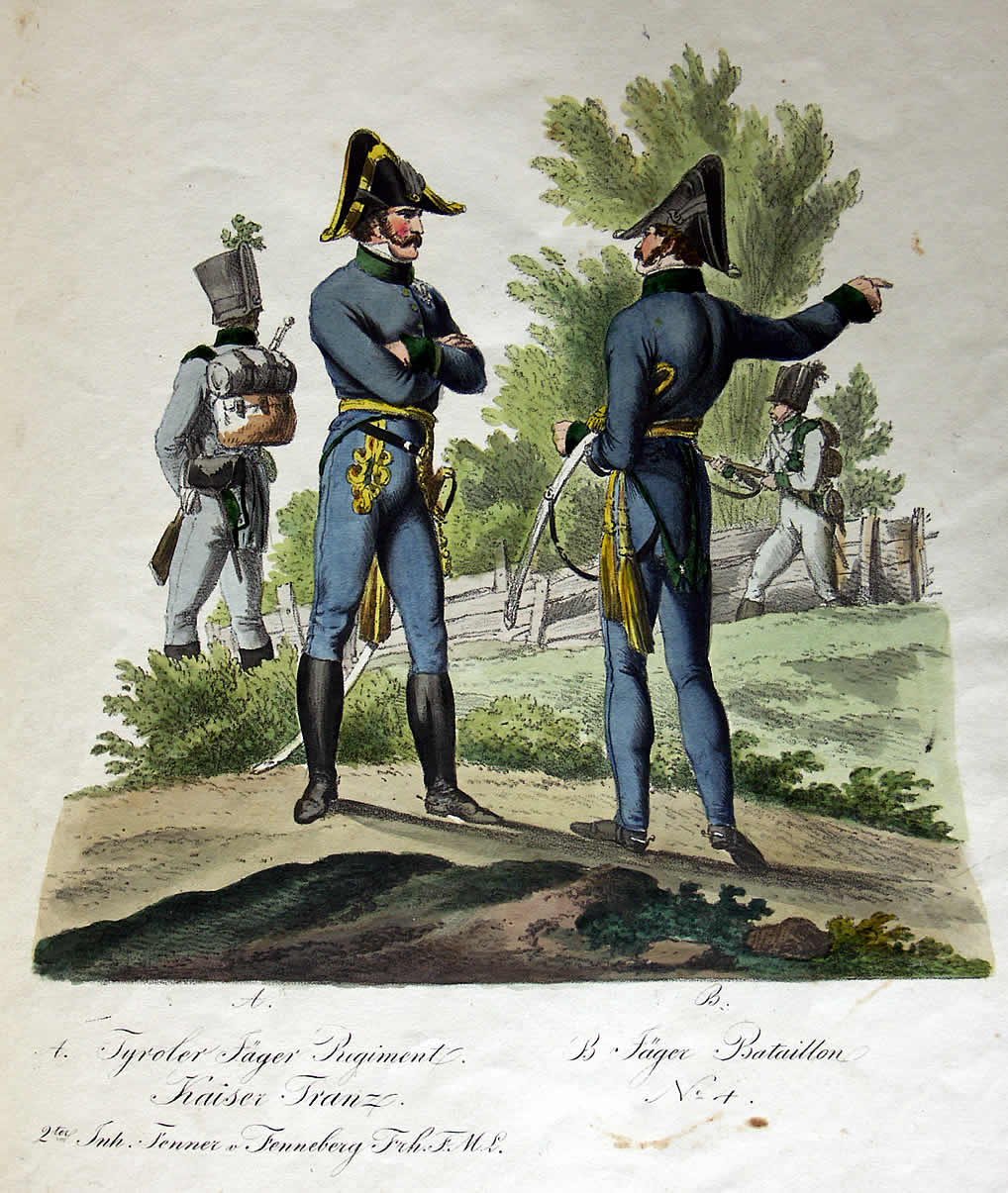
Tiroli, vagy császárvadászok (Tiroler Jäger, vagy Kaiserjäger) és tábori-vadászok (Feldjäger).
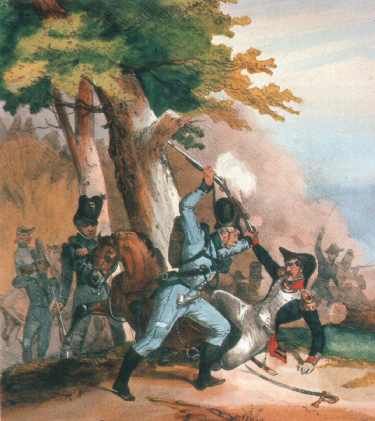
Császári-királyi tábori vadászok (k.k. Feldjäger).

#### Kiegészítő alakulatok
A gyalogsághoz tartozott még az öt, 2-6. számú helyőrségi zászlóalj, amelyek többnyire öregebb és félrokkant katonákból álltak; ezek közül egy volt magyarországi kiegészítésű. Határőrizeti feladatot láttak el a Galíciához tartozó Bukovina területén felállított 1. és 2. kordonzászlóaljak, melyek 4-4 egyenként 256 főnyi századból álltak. (A 2. kordonzászlóaljat az 1. helyőrségi zászlóaljból szervezték át).
A császári és királyi hadsereg rendelkezett emellett műszaki csapatokkal: 8 árkász- és 6 aknászszázaddal, valamint 3 utászzászlóaljjal. Az árkász és aknászszázadok létszáma 150 fő volt. Az utászzászlóaljak közül kettő 6, egy pedig 4 századból állott. A műszaki csapatok összlétszáma kb. 4400 fő volt. Sem a tüzérségnél, sem a műszakiaknál nem találunk magyarországi kiegészítésűeket.

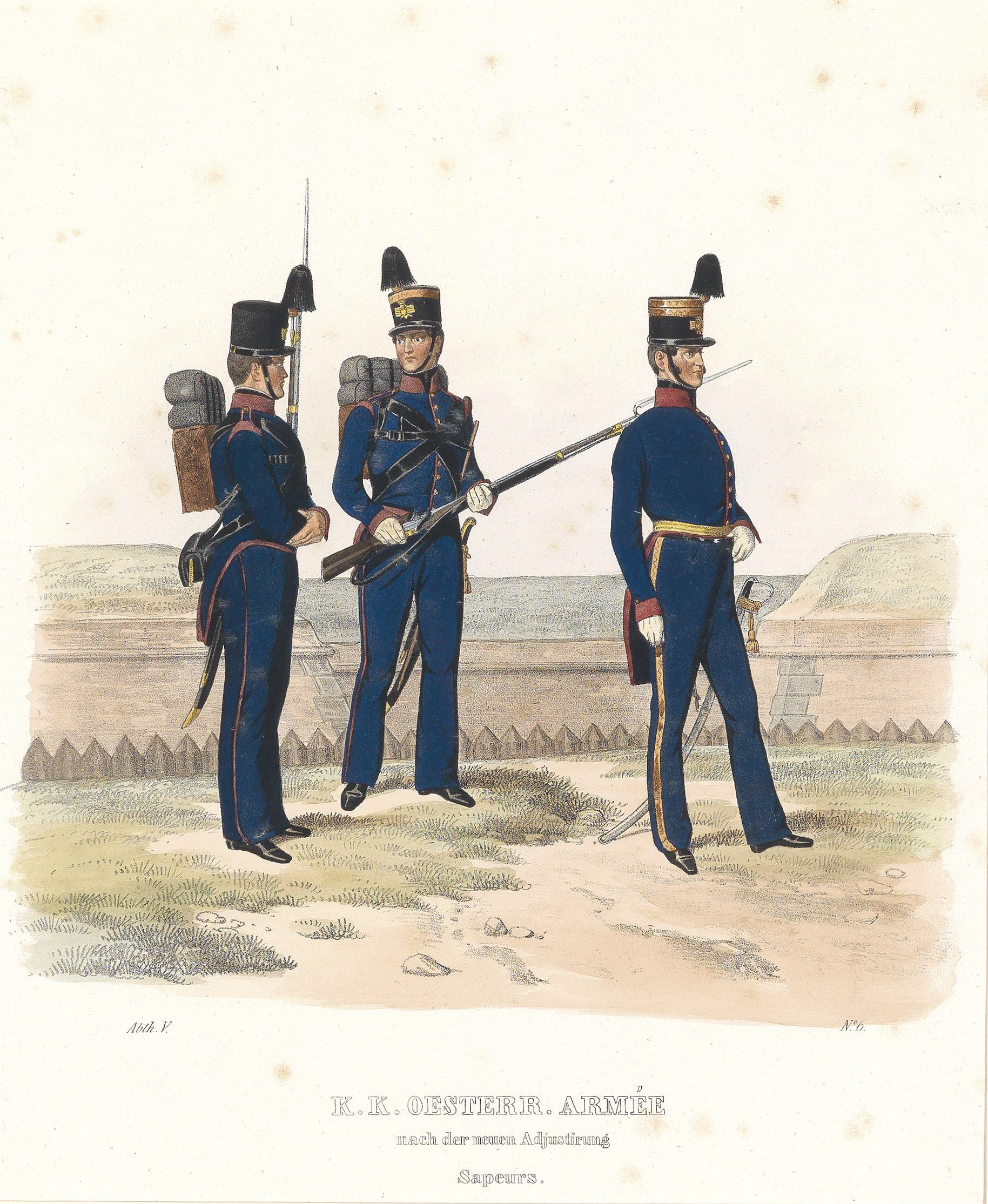
Császári-királyi utászok (k.k. Sapeure), közlegény (Gemeiner), tizedes (Korporal) és őrmester (Feldwebel) 1837-ben, az 1836-tól bevezetett egyenruhában.
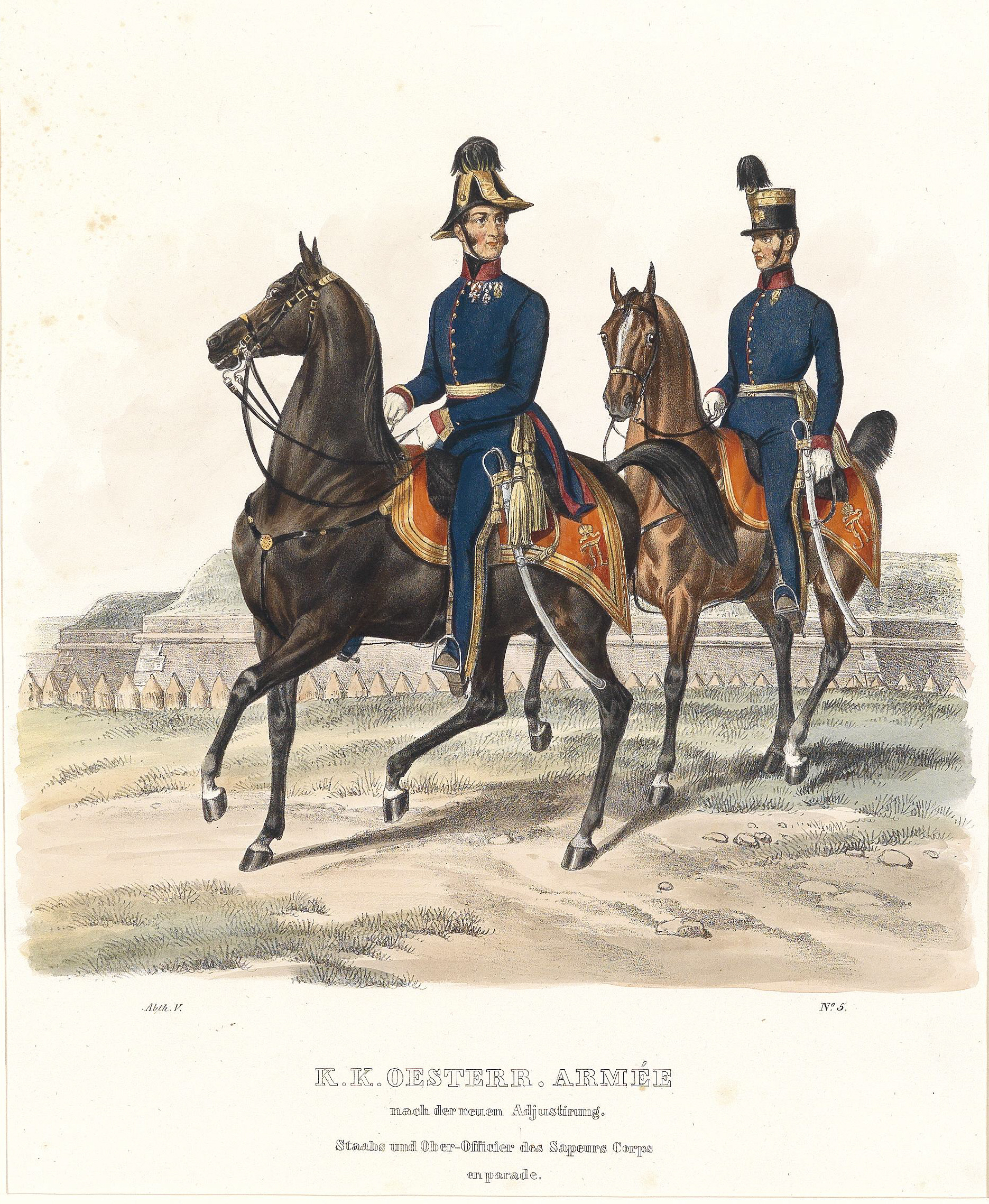
Császári-királyi utász törzstiszt (Stabs-Offizier) és főtiszt (Ober-Offizier).
Császári-királyi aknász (k.k. Mineur) az 1836-tól bevezetett egyenruhában.
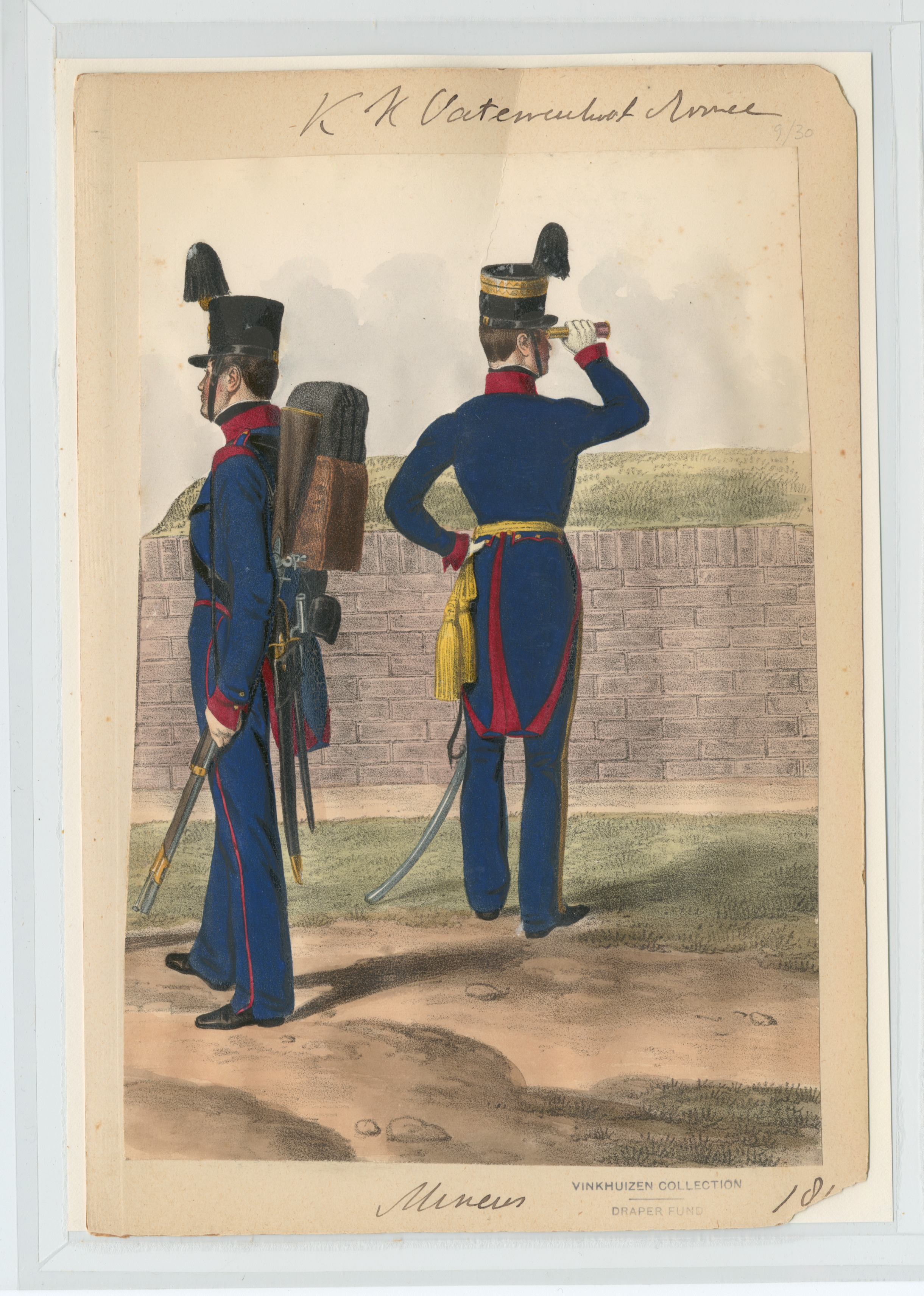
Császári-királyi aknász (k.k. Mineur) közlegény és tiszt az 1836-tól bevezetett egyenruhában.
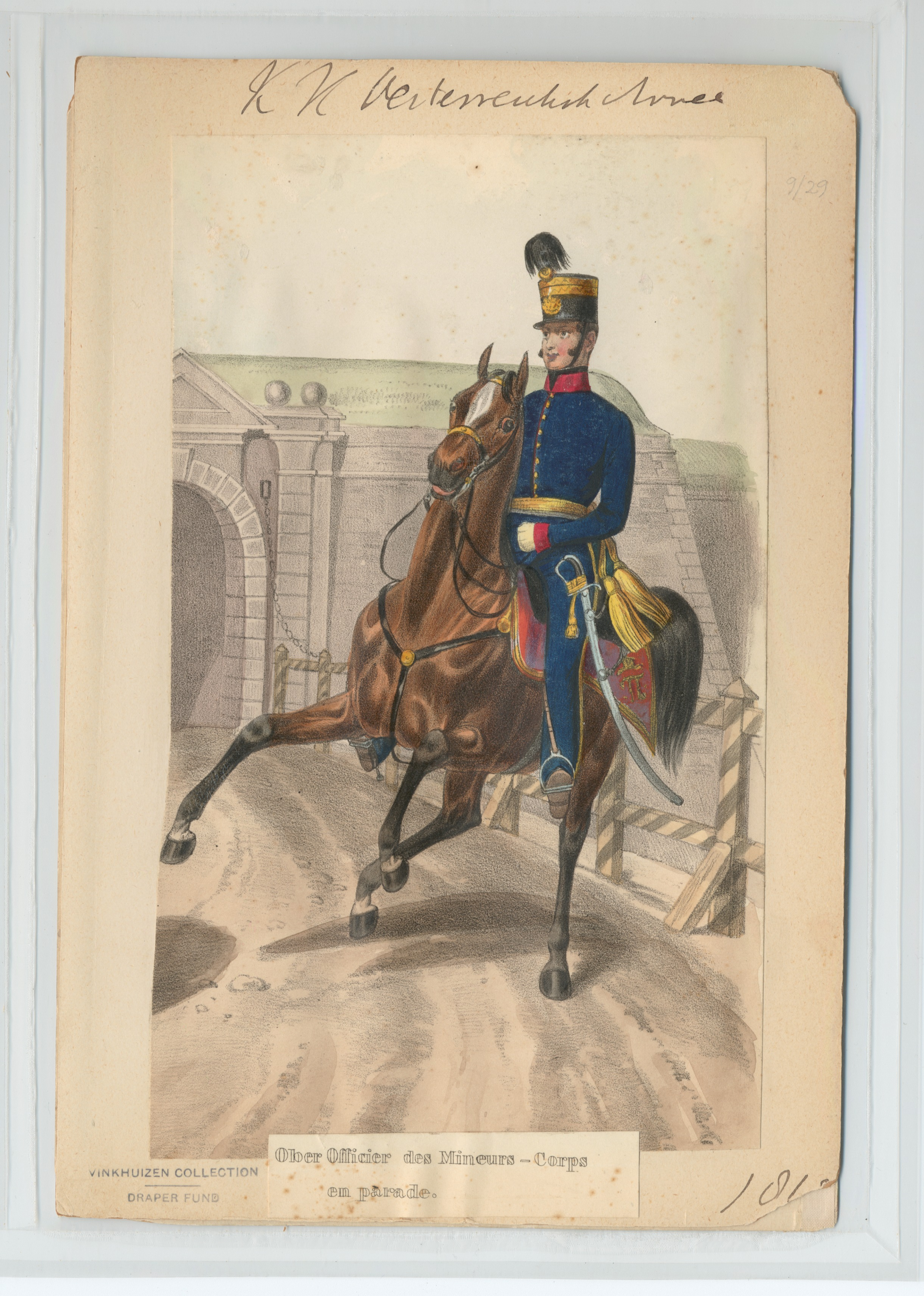
Császári-királyi aknász (k.k. Mineur) főtiszt (Ober-Offizier) az 1836-tól bevezetett egyenruhában.
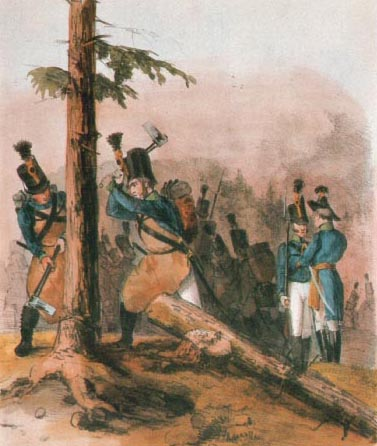
Császári-királyi árkászok (k.k. Pioniere) 1835-ben.

### Lovasság
A Császári-Királyi Hadsereg félelmetes hírű lovassága hagyományosan az egyik legjobb, ha nem egyenesen a legerősebb volt egész Európában. Az osztrák lovasságában egyaránt megtaláljuk a nehéz- és könnyűlovasságot. A nehézlovasság feladata a csatadöntő roham volt, míg a könnyűlovasság feladata a felderítés, a rajtaütésszerű támadás, az ellenséges gyalogság megbontása volt, de általában a könnyűlovasságot osztották be a tüzérség fedezésére is. A mellvérttel, páncélozott sisakkal ellátott, egyélű pallossal rendelkező vérteseket, valamint a dragonyosokat, svalizsérokat, ulánosokat az örökös tartományokból állították ki. Magyar csapatnemnek számított a huszárság, mert a birodalom valamennyi huszárezredét Magyarország adta. A többi lovasezredet a Magyarországon kívüli tartományokból újoncozták, a svalizsérokat a dragonyos- és vértesezredekkel együtt német lovasságnak nevezték. Az ulánusok kizárólag Galíciából származtak így lengyel lovasságnak nevezték őket. A lovasság összlétszáma tehát meghaladta a 63 000 főt.

#### Nehézlovasság
A nehézlovasságot a vértesek (k.k. Kürassiere) és a dragonyosok (k.k. Dragoner) alkották. A nyolc vértes és hat dragonyos ezred mindegyike 6-6 századból állott, századonként 177 fővel. Az ezredek 2-2 százados osztályokra oszlottak, amelyeket az őket vezénylő törzstisztekről ezredesi, alezredesi és őrnagyi osztálynak neveztek. Háború esetén minden ezred felállított egy 193 főből álló tartalék századot. Az ezredek létszáma kb. 1270 fő, összesen 17 500 fő volt.

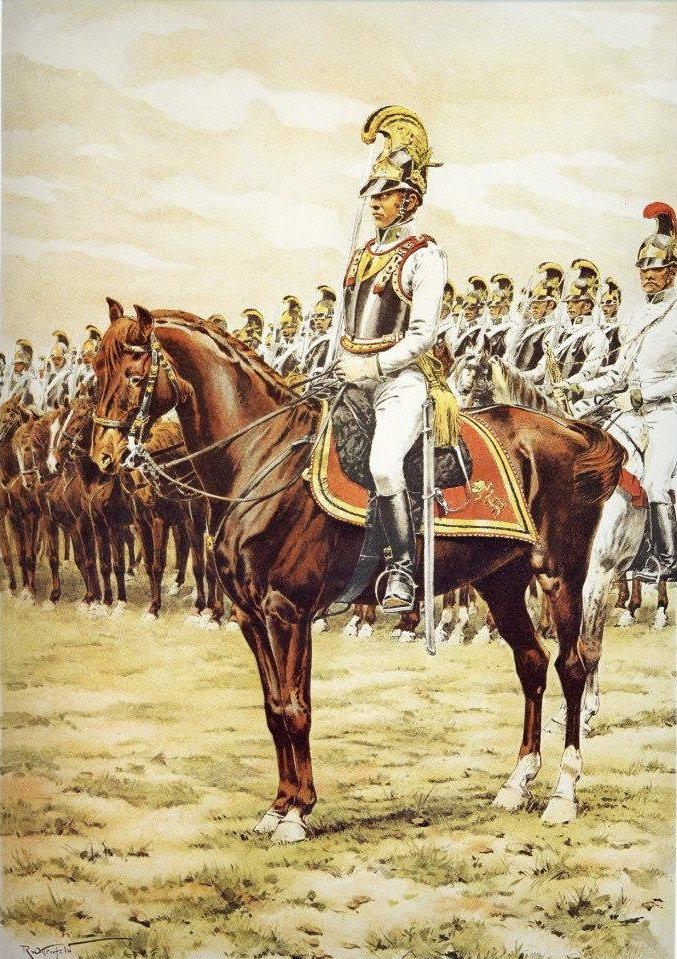
Császári-királyi vértesek (k.k. Kürassiere) 1820 táján.
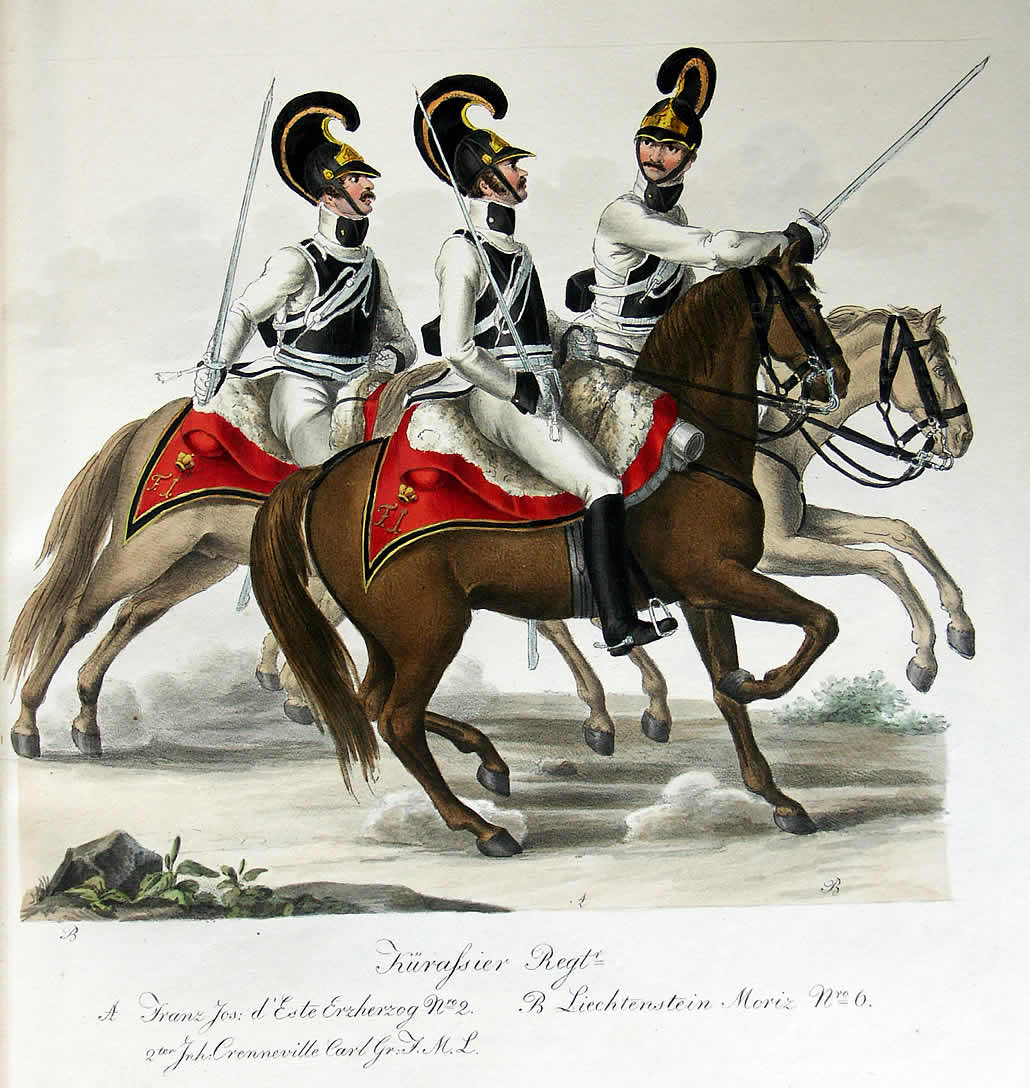
Császári-királyi vértesek (k.k. Kürassiere).
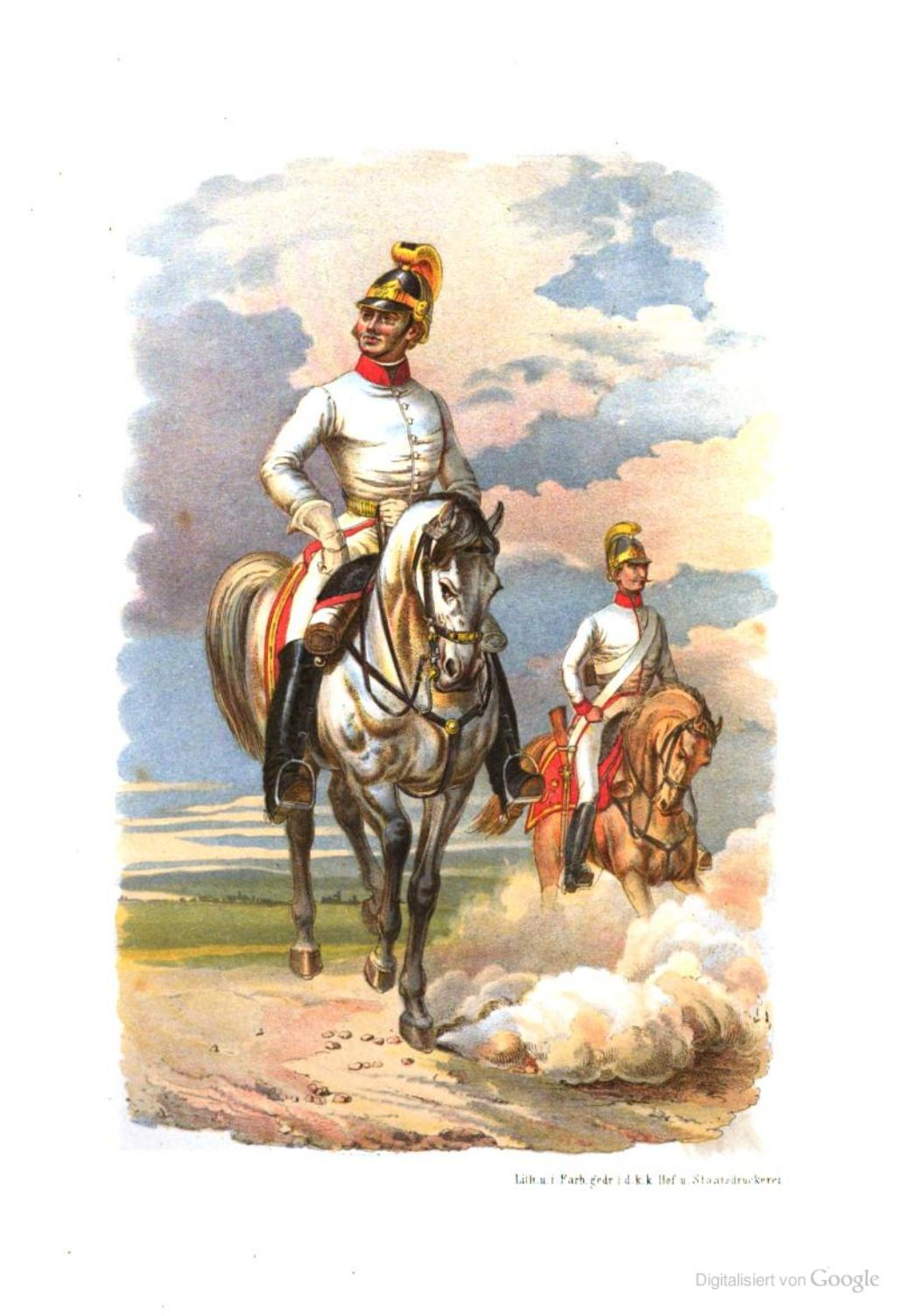
Császári-királyi dragonyosok (k.k. Dragoner) 1800 táján.
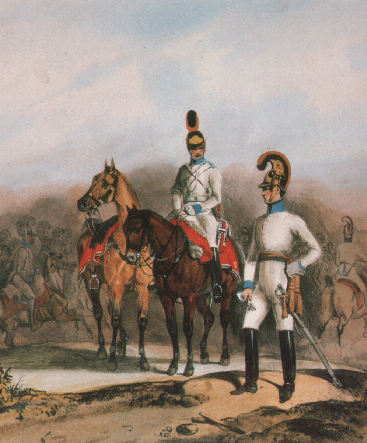
Császári-királyi dragonyosok (k.k. Dragoner) 1830 táján.

#### Könnyűlovasság
A könnyűlovasságot 4 ulánus (k.k. Ulanen), a 7 könnyűlovas (svalizsér, a francia szóból) és a 12 huszárezred alkotta. Az ezredek 2-2 százados osztályokra oszlottak, amelyeket az őket vezénylő törzstisztről ezredesi, alezredesi, valamint 1. és 2. őrnagyi osztálynak neveztek. Háború esetén minden ezred felállított egy 354 főből álló tartalék osztályt, kivéve a székely huszárezredet, amelynek századai 184 főből álltak, de a tartalék osztály csak 234 főből állt. Az ezredek létszáma hadilétszámon kb. 2000 fő, tehát összesen mintegy 46 000 fő volt.

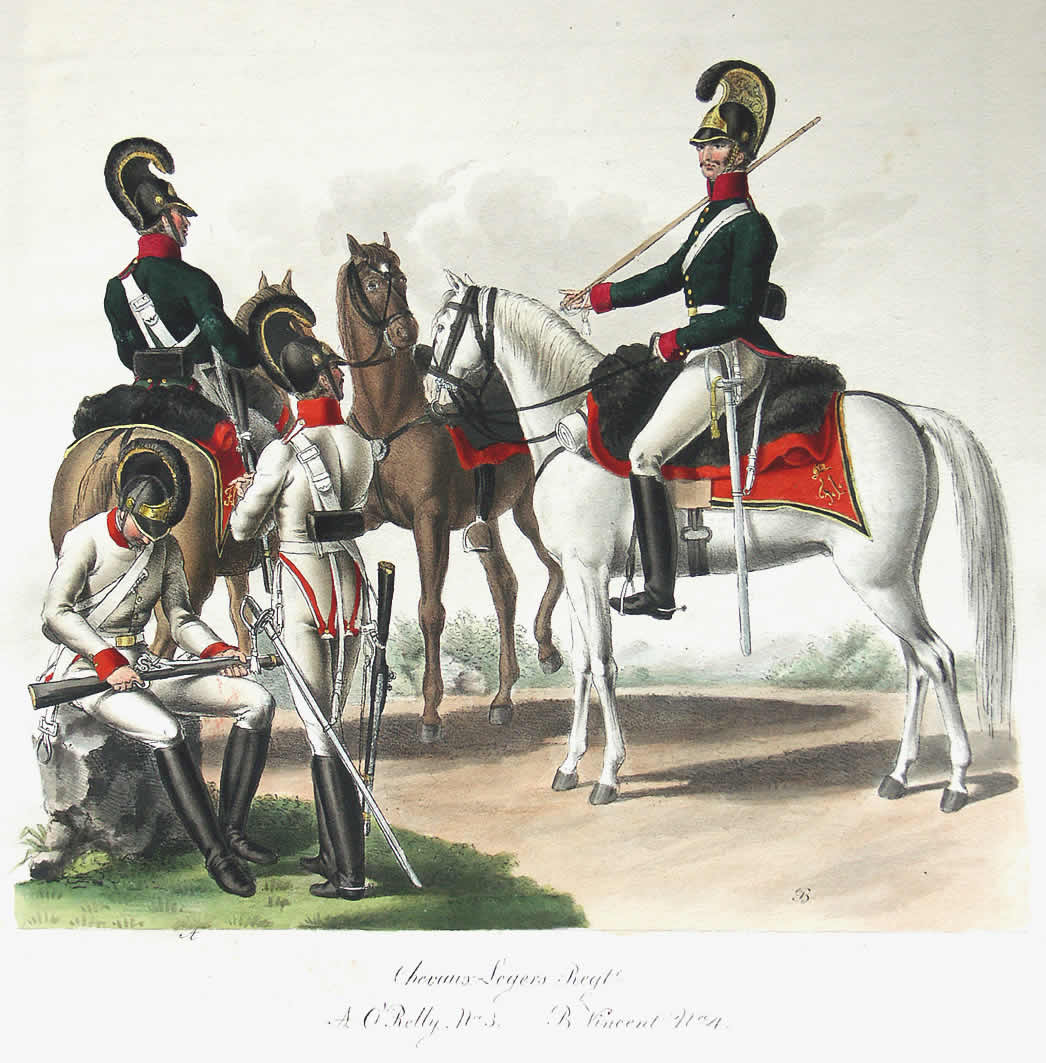
Császári-királyi svalizsérok (k.k. Chevaulegers), a képpel ellentétben 1848-ban már csak fehér zubbonyt viseltek.
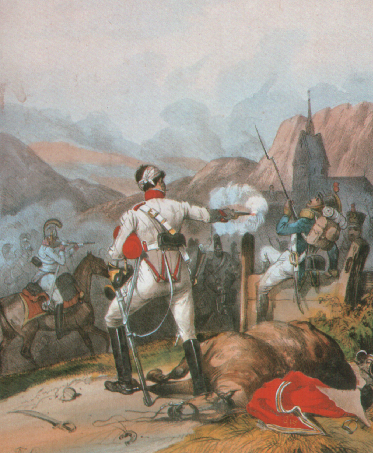
Katonák a Császári-Királyi 6. Svalizsér ezredből ( k.k. 6. Chevaulegers-Regiment).
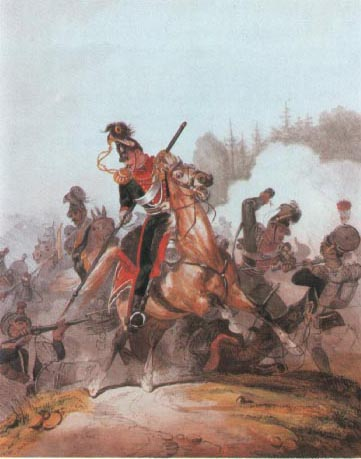
Ulánusok a Császári-Királyi 1 . Ulánuszeredből 1830 táján.
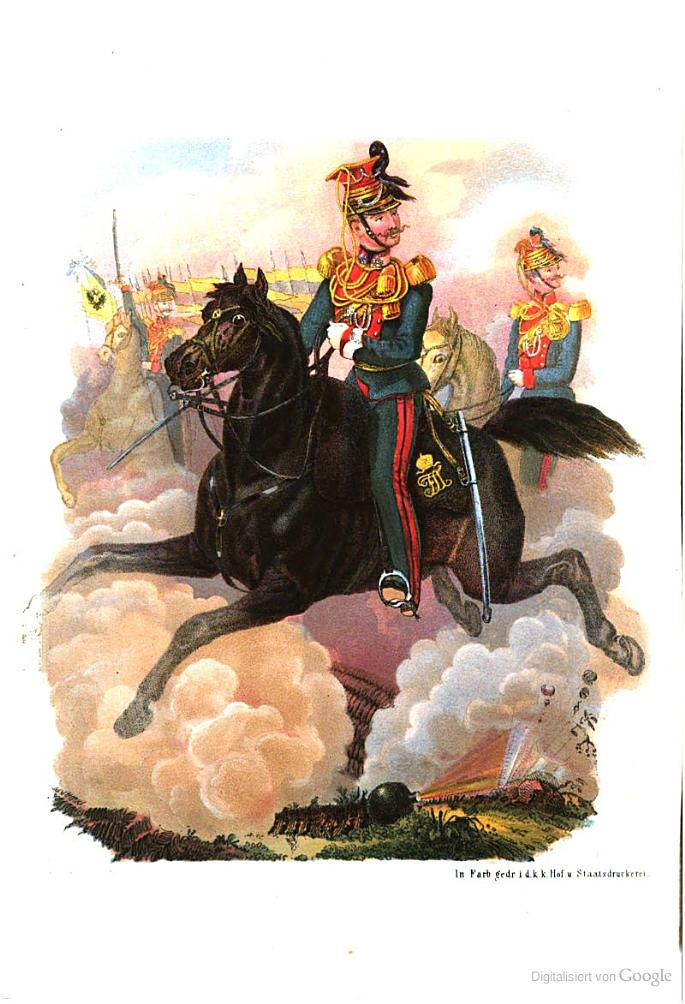
Császári-királyi ulánosok 1850 táján.
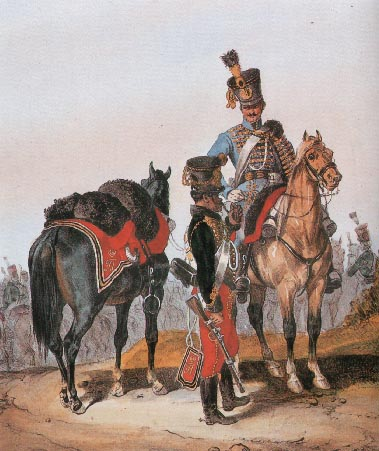
Császári-királyi huszárok 1835-ben.

##### A huszárezredek
| Hivatalos név | Rövid név                       | Toborzóközpont(ok)                    | Állomáshely      | Csákó      | Dolmány és Mente | Nadrág       | Gomb  |
| --- | ------------------------------- | ------------------------------------- | ---------------- | ---------- | ---------------- | ------------ | ----- |
| Császári-királyi 1. I. Ferdinánd császár huszárezred                                                                | 1. Császár-huszárezred          | Győr                                  | Eszék            | fekete     | sötétkék         | sötétkék     | sárga |
| Császári-királyi 2. I. Ernő Ágost hannoveri király huszárezred                                                      | 2. Hannover-huszárezred         | Nagyszeben, Kolozsvár, Marosvásárhely | Újpécs           | buzérvörös | világoskék       | világoskék   | sárga |
| Császári-királyi 3. Habsburg-Estei Ferdinánd főherceg huszárezred                                                   | 3. Ferdinánd-huszárezred        | Buda                                  | Sárospatak       | hamuszürke | sötétkék         | sötétkék     | sárga |
| Császári-királyi 4. Sándor nagyherceg, orosz trónörökös huszárezred                                                 | 4. Sándor-huszárezred           | Nagyvárad, Temesvár                   | Bécs             | világoskék | sötétzöld        | buzérvörös   | fehér |
| Császári-királyi 5. Károly Albert szárd-piemonti király, Joseph von Radetzky gróf altábornagy huszárezred           | 5. Radetzky-huszárezred         | Sopron                                | Lodi             | buzérvörös | sötétzöld        | buzérvörös   | fehér |
| Császári-királyi 6. I. Vilmos württembergi király huszárezred                                                       | 6. Württemberg-huszárezred      | Debrecen                              | Litvaberzseny    | fekete     | búzavirágkék     | búzavirágkék | sárga |
| Császári-királyi 7. LXIV. Henrik reuss-köstritzi herceg huszárezred                                                 | 7. Reuss-Köstritz-huszárezred   | Pécs                                  | Vicenza          | fűzöld     | világoskék       | világoskék   | fehér |
| Császári-királyi 8. Ferdinánd szász-coburg-gothai uralkodó herceg huszárezred                                       | 8. Koburg-huszárezred           | Pozsony                               | Zhovkva          | buzérvörös | sötétzöld        | buzérvörös   | sárga |
| Császári-királyi 9. I. Miklós orosz császár huszárezred (k.k. Husarenregiment Nikolaus I. Kaiser von Rußland Nr.9.) | 9. Miklós-huszárezred           | Eszék                                 | Prossnitz        | fekete     | sötétzöld        | buzérvörös   | sárga |
| Császári-királyi 10. III. Frigyes Vilmos porosz király huszárezred                                                  | 10. Vilmos-huszárezred          | Kassa, Eperjes                        | Tarnopol         | fűzöld     | világoskék       | világoskék   | sárga |
| Császári-királyi 11. Székely határőr huszárezred                                                                    | 11. Székely határőr huszárezred | Székelyföld                           | Sepsiszentgyörgy | fekete     | sötétkék         | sötétkék     | fehér |
| Császári-királyi 12. Magyarország nádora huszárezred                                                                | 12. Nádor-huszárezred           | Pest, Jászkunság                      | Saaz             | fekete     | búzavirágkék     | búzavirágkék | fehér |

### Tüzérség
A tüzérség szintén ezredekből állt, de ez csak szervezési keretet jelentett. Az összesen 5 tábori tüzérezred egyikét se egészítették ki Magyarországról. Minden ezred 18 századból állt, ezek közül 6 az első, 4-4 a 2-4. zászlóaljban szolgált. Egy tüzérezred összlétszáma 3817 fő volt. A röppentyűs kar (Raketen-Corps) három, a bombászkar (Bombardier-Corps) 5 századból állt. A tüzérség összlétszáma mintegy 20 345 főre rúgott.
Háború esetén az ezredek tábori ütegeket állítottak fel, amelyek 6-6 lövegből álltak. 1848-ban a császári-királyi hadsereg mintegy 200 ágyú- és 16 röppentyűüteggel rendelkezett.
Az ütegek között voltak lovas és gyalogütegek. A hatfontos ütegek 4 hatfontos ágyúból és 2 hétfontos tarackból álltak, a tizenkét fontos ütegek 4 tizenkét fontos ágyúból és 2 hétfontos tarackból, a tizennyolc fontos ütegek 4 tizennyolc fontos ágyúból és 2 tízfontos tarackból álltak.

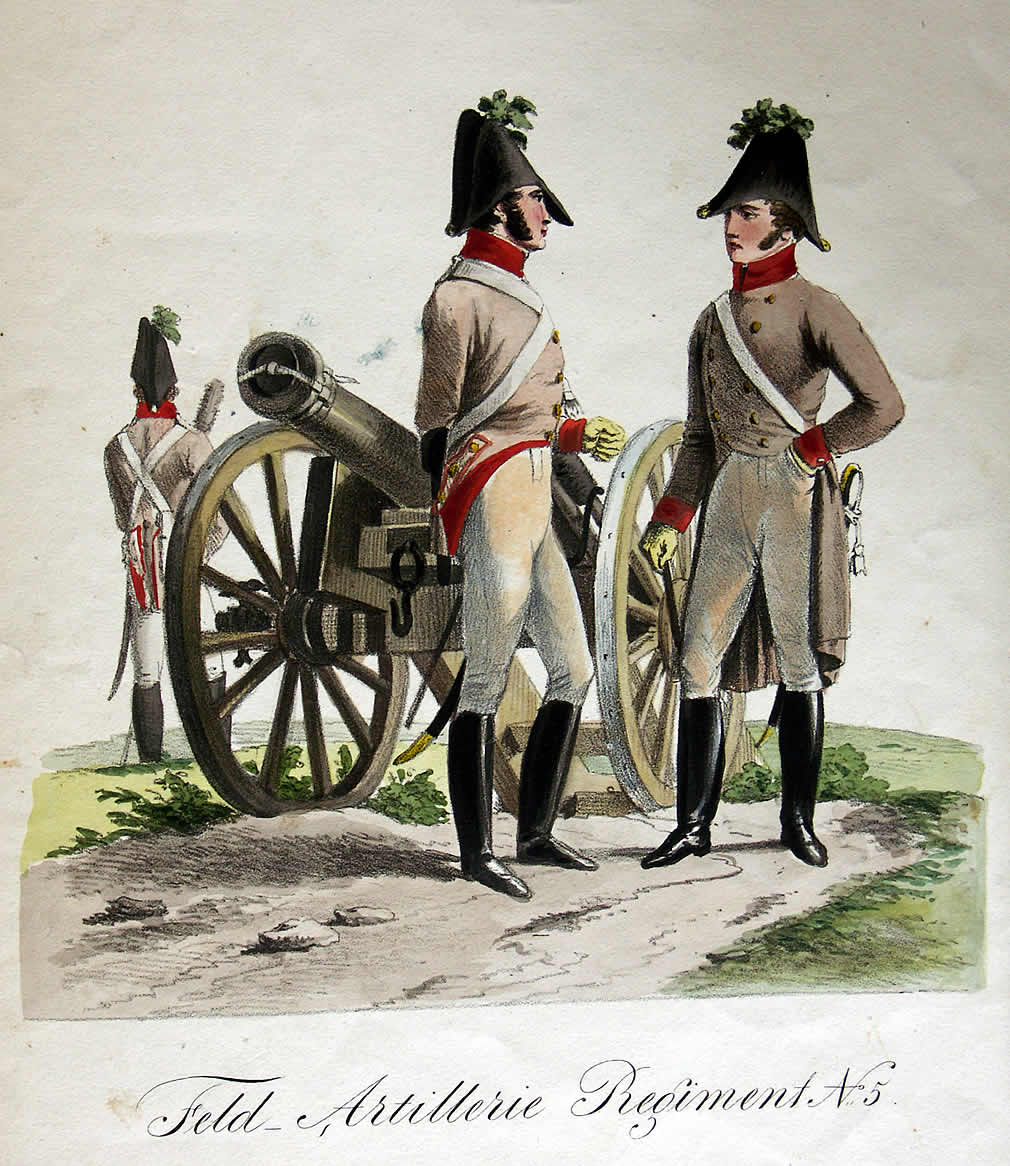
Császári-királyi tüzérek (k.k. Artillerie). 1848-ban már kissé eltérő egyenruhát, például a képen látható bicorn típusú kalap helyett a vadászokéhoz hasonló kalapot viseltek.

### Ceremoniális díszalakulatok
Az Osztrák Császárság öt, igen kis létszámú, a mindenkori uralkodó, a császár és király közvetlen kíséretét és a rezidenciák őrzését ellátó ceremoniális, díszalakulattal is rendelkezett. ezek jellegzetessége, hogy uniformisuk eltért a Császári-Királyi Hadsereg rendes egységeinek egyenruháitól, például egyesek közülük franciás epaulette-ket viseltek, amely nem volt rendszeresítve a hadseregben. Ezek az alakulatok: Magyar Királyi Testőrség (königlich-ungarische (k.u.) Leibgarde), k.k. Arcièren-Leibgarde,  k.k. Trabantenleibgarde, k.k. Hofburgwache (később 1884-től: k.u.k. Leibgardeinfanteriekompanie), valamint 1849. szeptember 24-től felállításra került  a Császári-Királyi Gárdacsendőrség (k.k. Garde-Gendarmerie – 1868. szeptember 18-tól a neve k.u.k. Leibgardereitereskadron). Ezek közül hagyományosan a két rangelső, legnagyobb tekintélyű alakulatok a Magyar Királyi Testőrség (k.u. Leibgarde), és a k.k. Arcièren-Leibgarde voltak

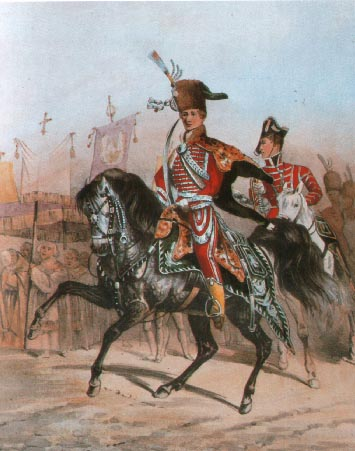
A Magyar Királyi Testőrség (königlich-ungarische (k.u.) Leibgarde) tagja 1835-ben.
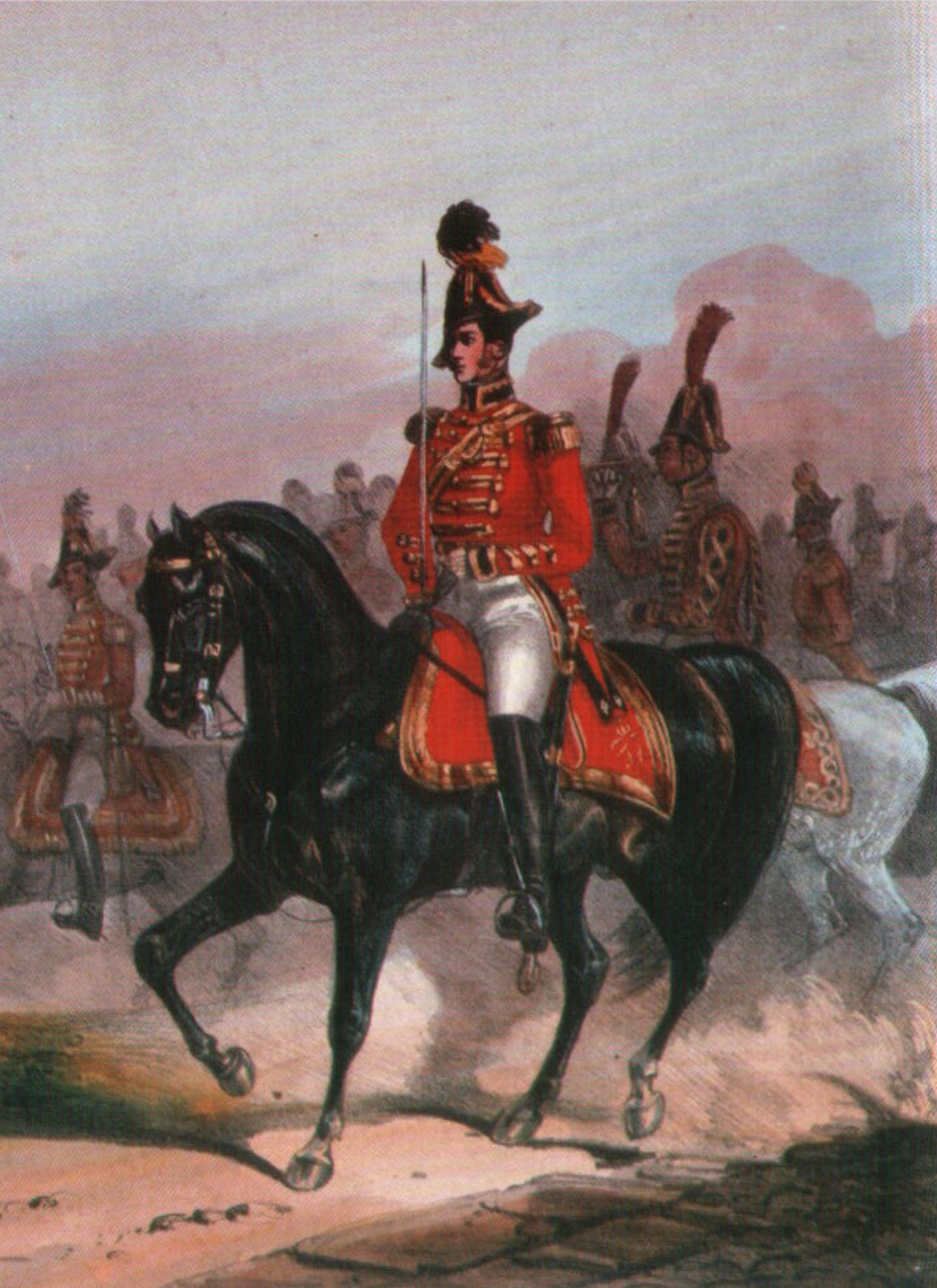
K.k. Arcièrenleibgarde 1835-ben.
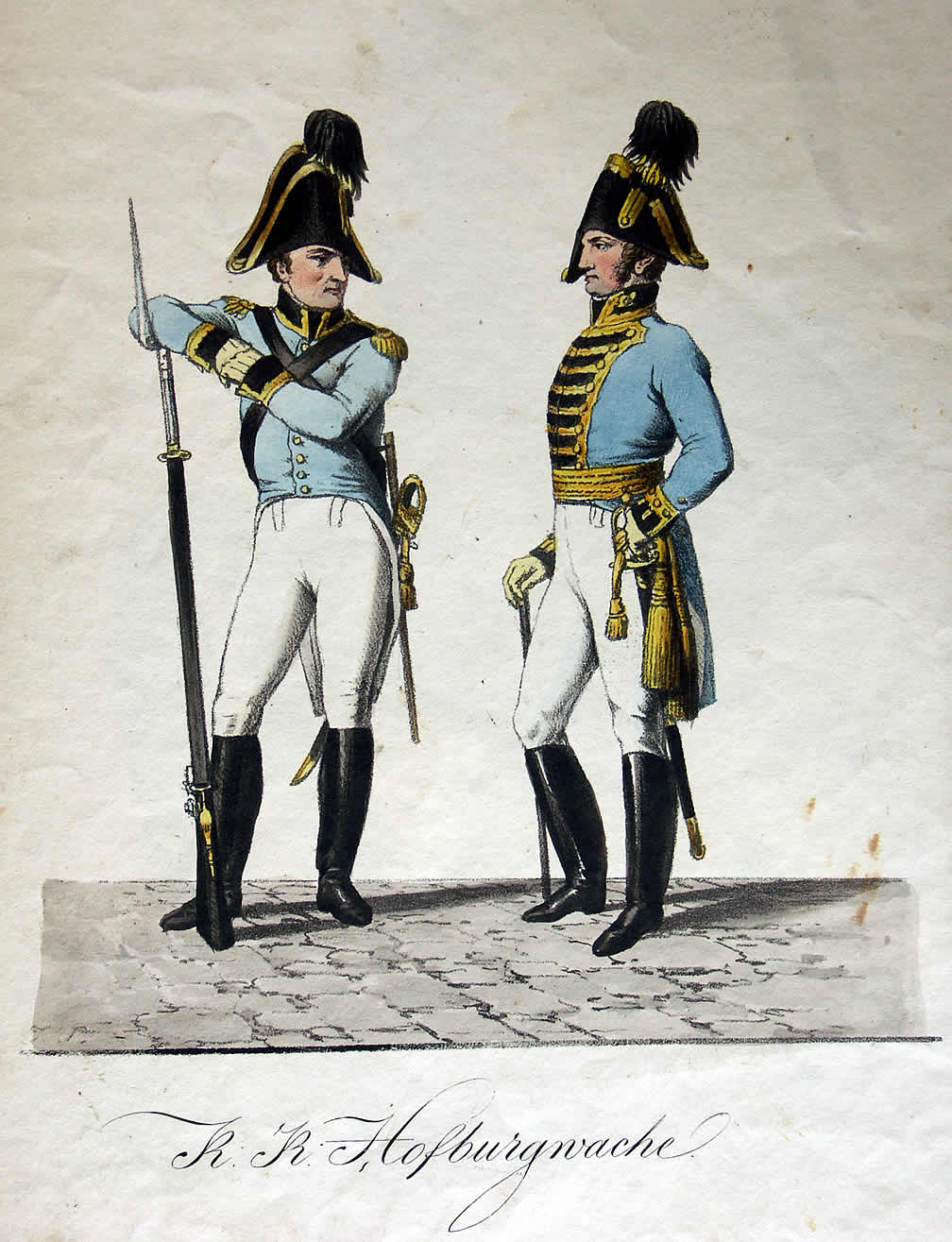
A Hofburg ceremoniális palotaőrségének (k.k. Hofburgwache) katonái.
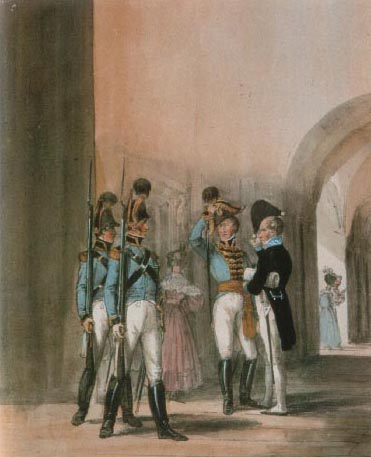
K.k. Hofburgwache 1835-ben.

### Császári-Királyi Haditengerészet (k.k. Kriegsmarine)

A Császári-Királyi Haditengerészet (k.k. Kriegsmarine) zászlaja.
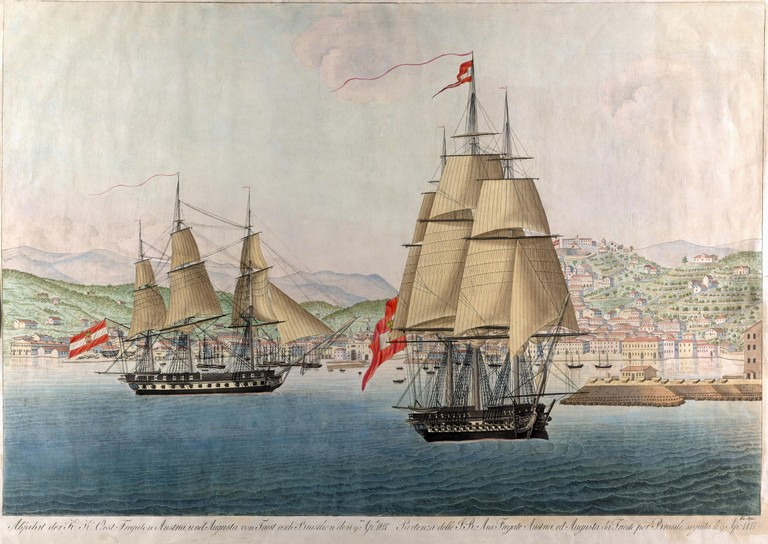
A Császári-Királyi Haditengerészet SMS Austria és SMS Augusta nevű fregattjai 1817-ben, Triesztben.
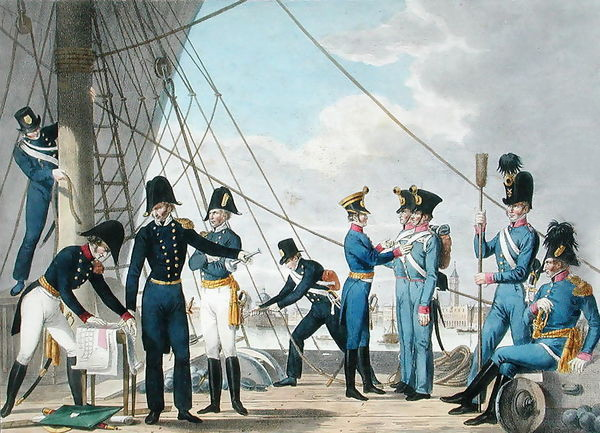
A Császári-Királyi Haditengerészet (k.k. Kriegsmarine) egyenruhái 1820 táján.
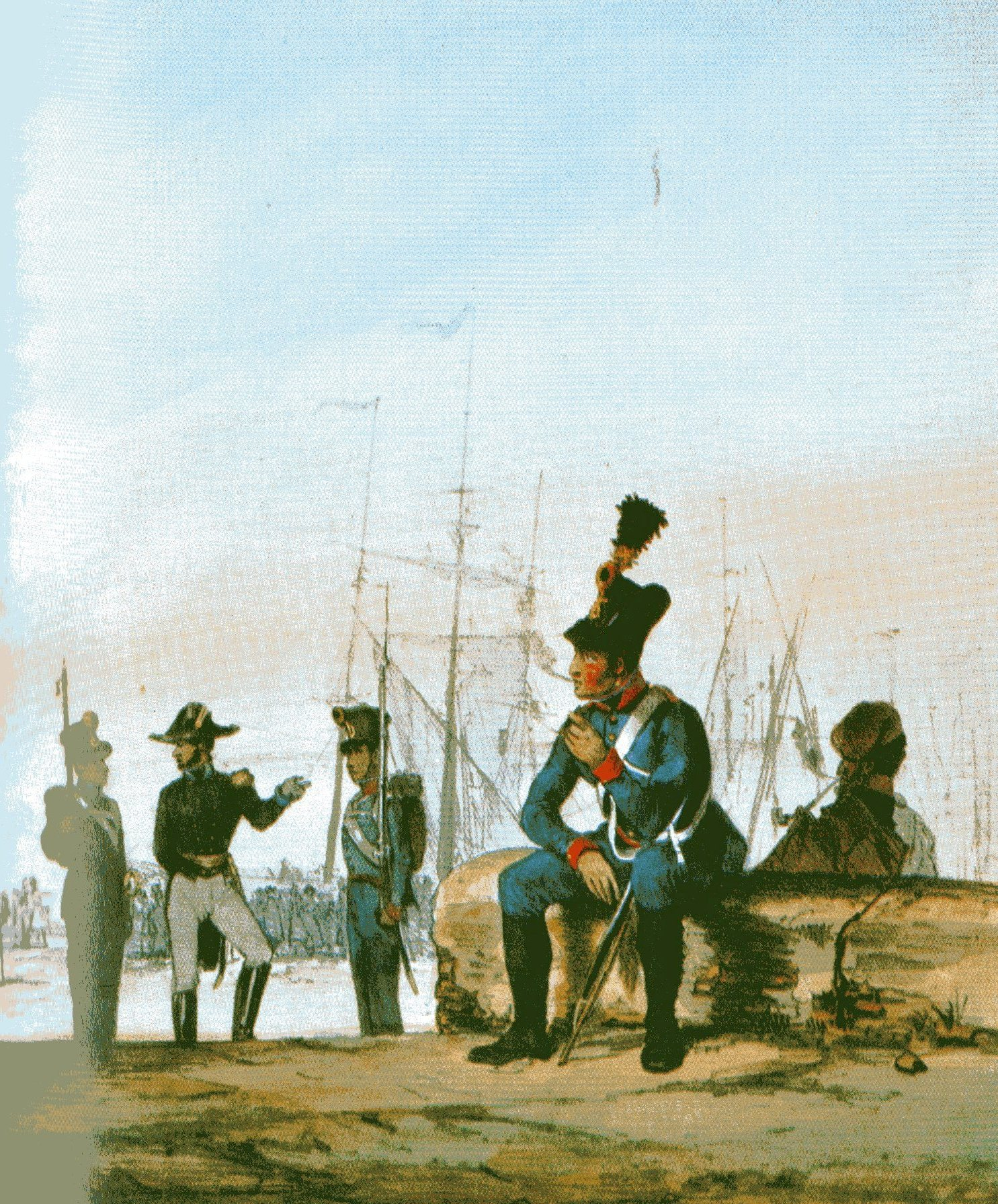
A Császári-Királyi Haditengerészet tengerészgyalogosai (Marineinfanterie - a háttérben) és tengerésztüzére (Marineartillerie - az előtérben, ülve).
A Császári-Királyi Haditengerészet tisztjei az 1830-as, 1840-es években.
A Császári-Királyi Haditengerészet tüzértisztje az 1836-tól bevezetett egyenruhában.
A Császári-Királyi Haditengerészet tengerészgyalogosa az 1836-tól bevezetett egyenruhában.

## A Császári-Királyi Hadsereg az 1849. évi nyári hadjárat során
Orosz intervenciós hadsereg 1849-ben
A magyar szabadságharc sorsát eldöntő 1849. évi nyári hadjáratra a Császári-Királyi Hadsereg igen jelentős erőket vonultatott fel.

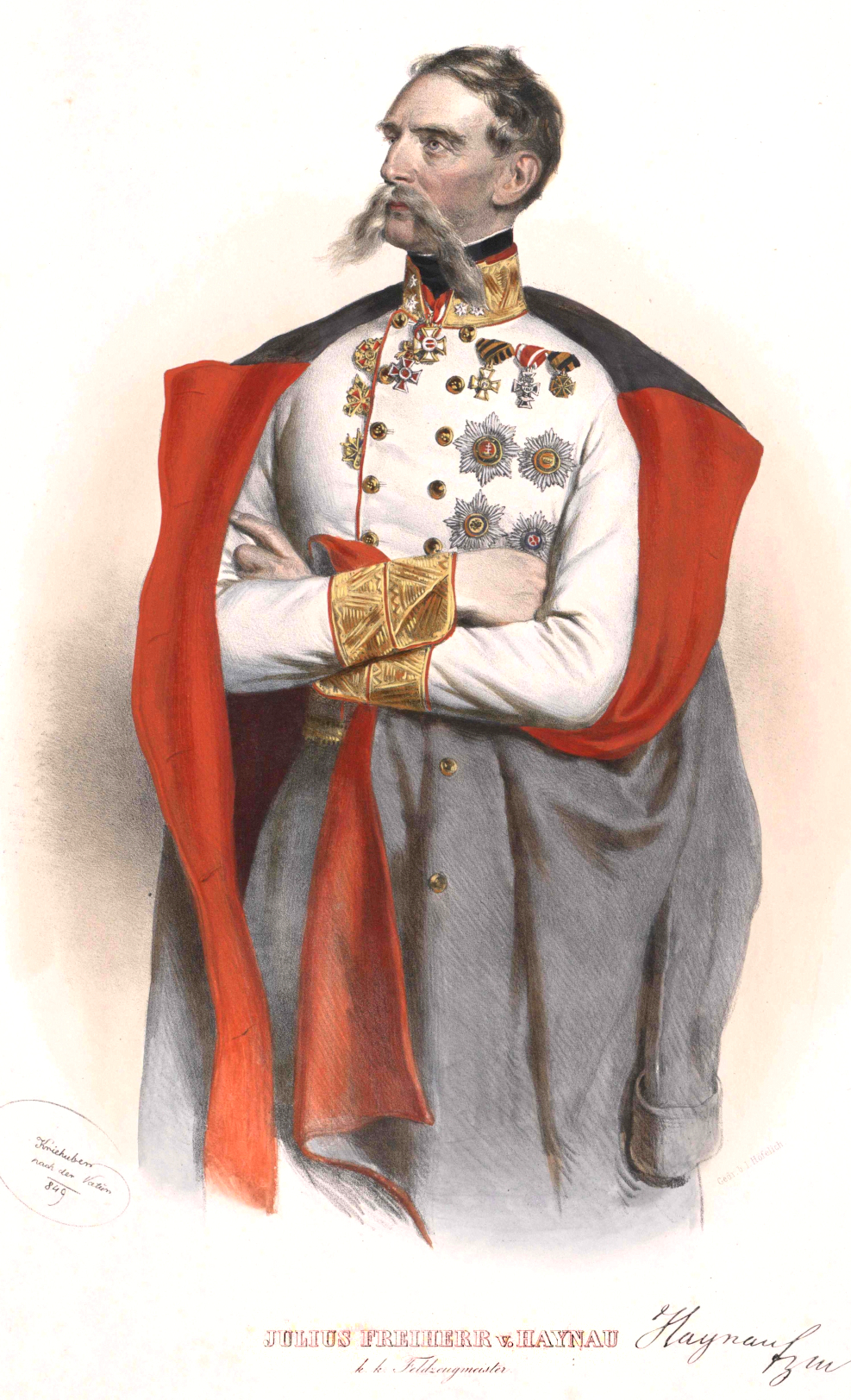
Julius von Haynau (1786-1853) táborszernagy, a nyári hadjárat során a magyarországi császári-királyi csapatok főparancsnoka.

### Dunai osztrák hadsereg
A magyarországi császári-királyi erők, egyúttal a dunai osztrák hadsereg főparancsnoka Julius von Haynau táborszernagy, vezérkari főnök Raming alezredes, tüzér igazgató Hauslab tábornok, hadmérnök igazgató Platzer alezredes.
Összesen: 70 zászlóalj, 76 lovas század és 288 löveg, állománya a betegek és szolgálatképtelenek nélkül: 55 890 gyalogos, 9740 lovas, 5003 tüzér, azaz 70 633 fő.

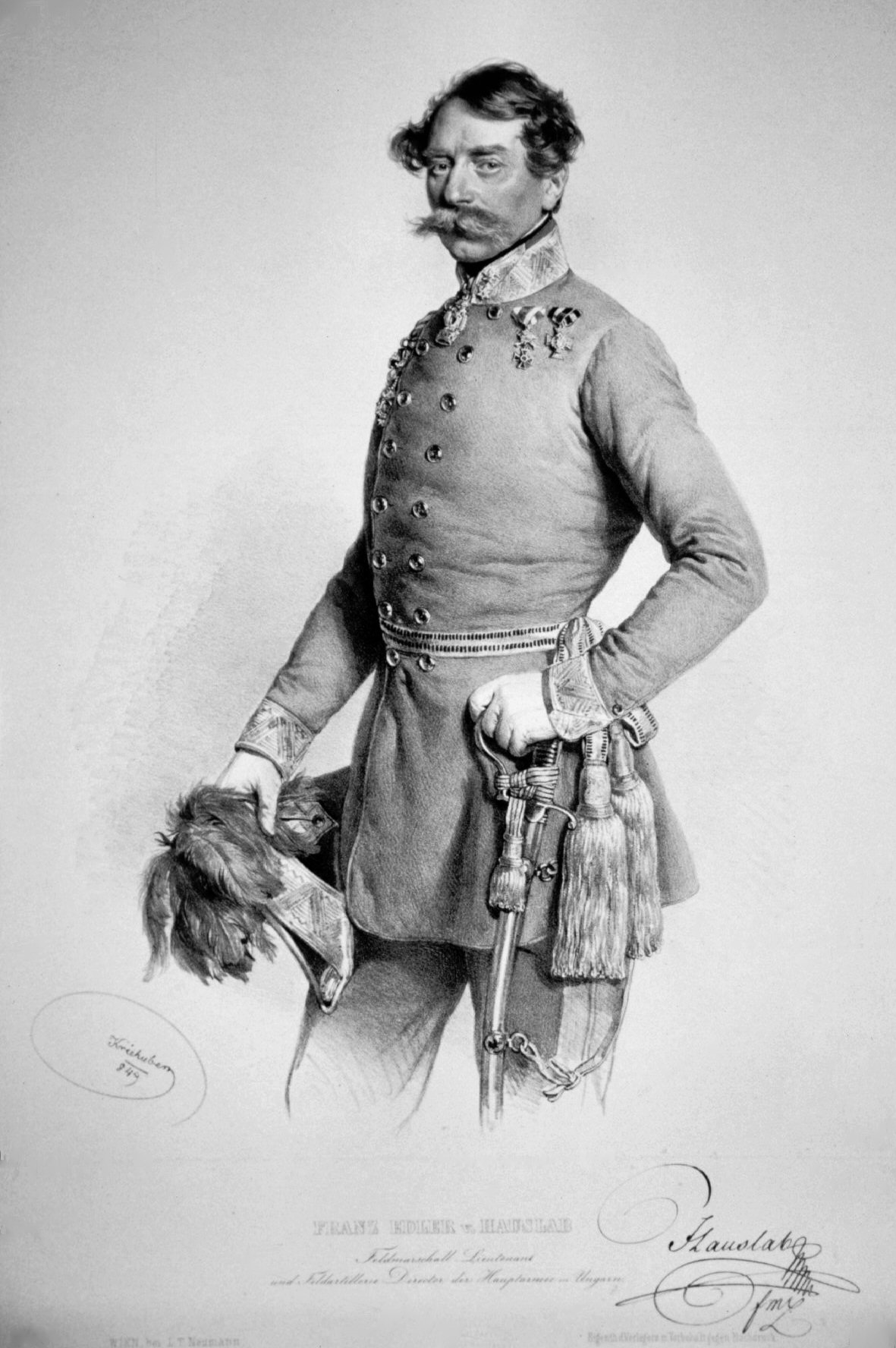
Franz von Hauslab (1798-1883) vezérőrnagy, a dunai hadsereg tüzérségének parancsnoka. Kiemelkedő szaktudása több magyar vereség oka volt.

### Déli hadsereg
Déli hadsereg (parancsnoka Jellasics táborszernagy) a temesvári helyőrség nélkül: 41 1/3 zászlóalj, 35 1/2 lovas század, 168 tábori és 20 ostromlöveg, összesen 44 100 fővel.

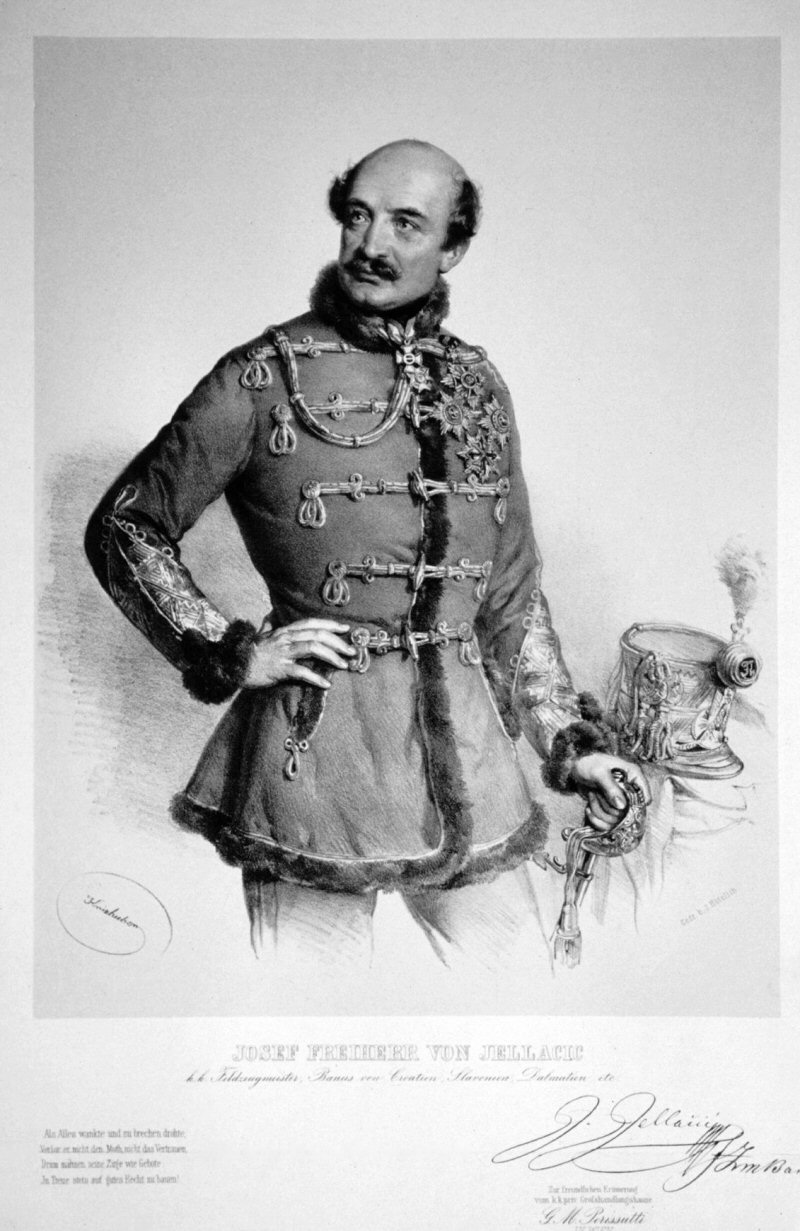
Joszip Jellasics (1801-1859) táborszernagy.

#### Temesvár erődjének helyőrsége
Temesvár erődjének helyőrségét a déli hadsereg állományához számíthatjuk: 6 és 1/2 zászlóalj, 6 és 1/2 lovasszázad, 213 löveg, összesen 8840 fő.

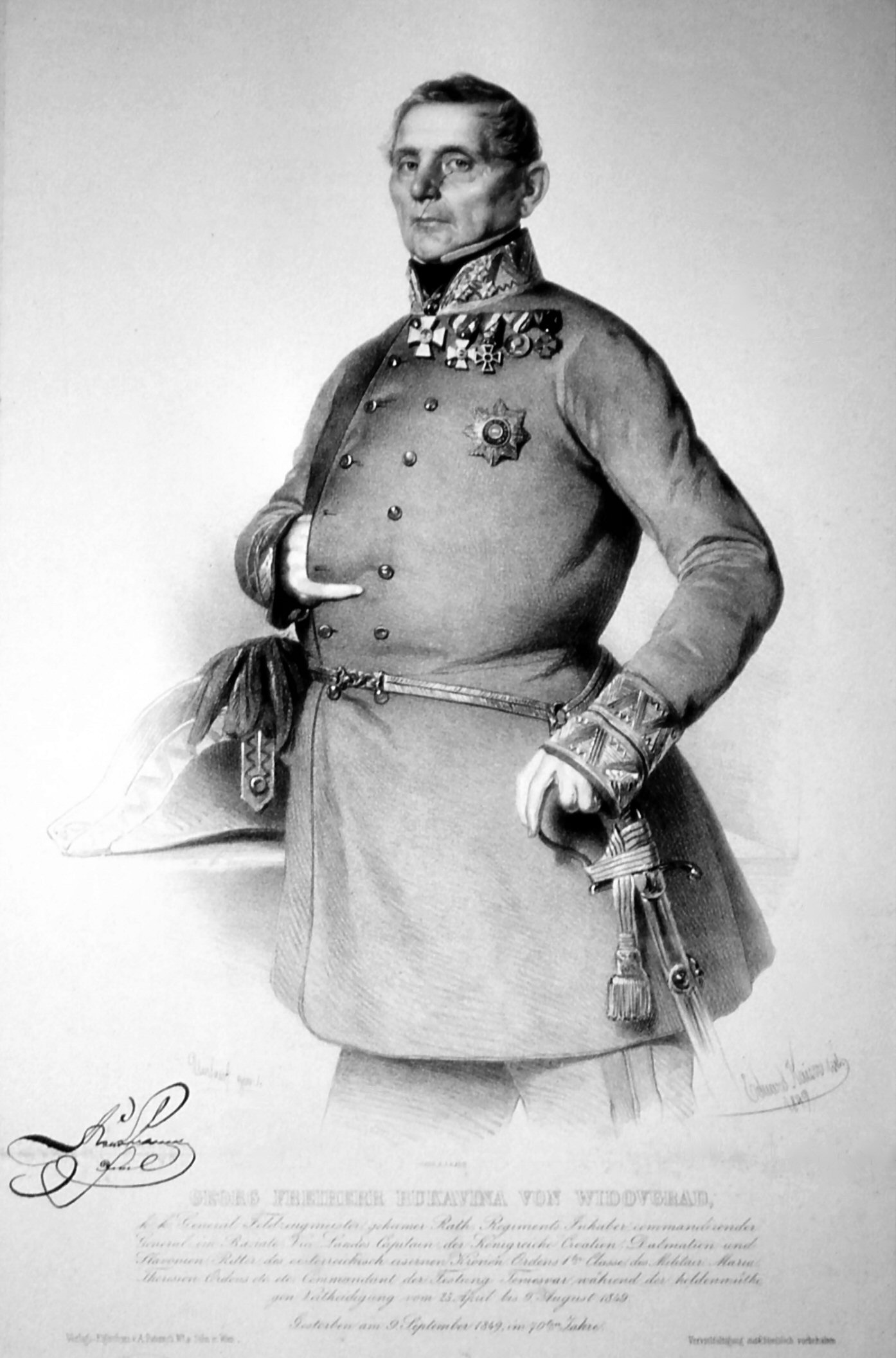
Georg von Rukavina (1777-1849) táborszernagy, Temesvár erődjének parancsnoka.

### Erdélyi hadtest
Erdélyi hadtest (parancsnoka Clam-Gallas altábornagy): 11 és 5/6 zászlóalj, 16 lovasszázad, 36 löveg, összesen 16 000 fő.

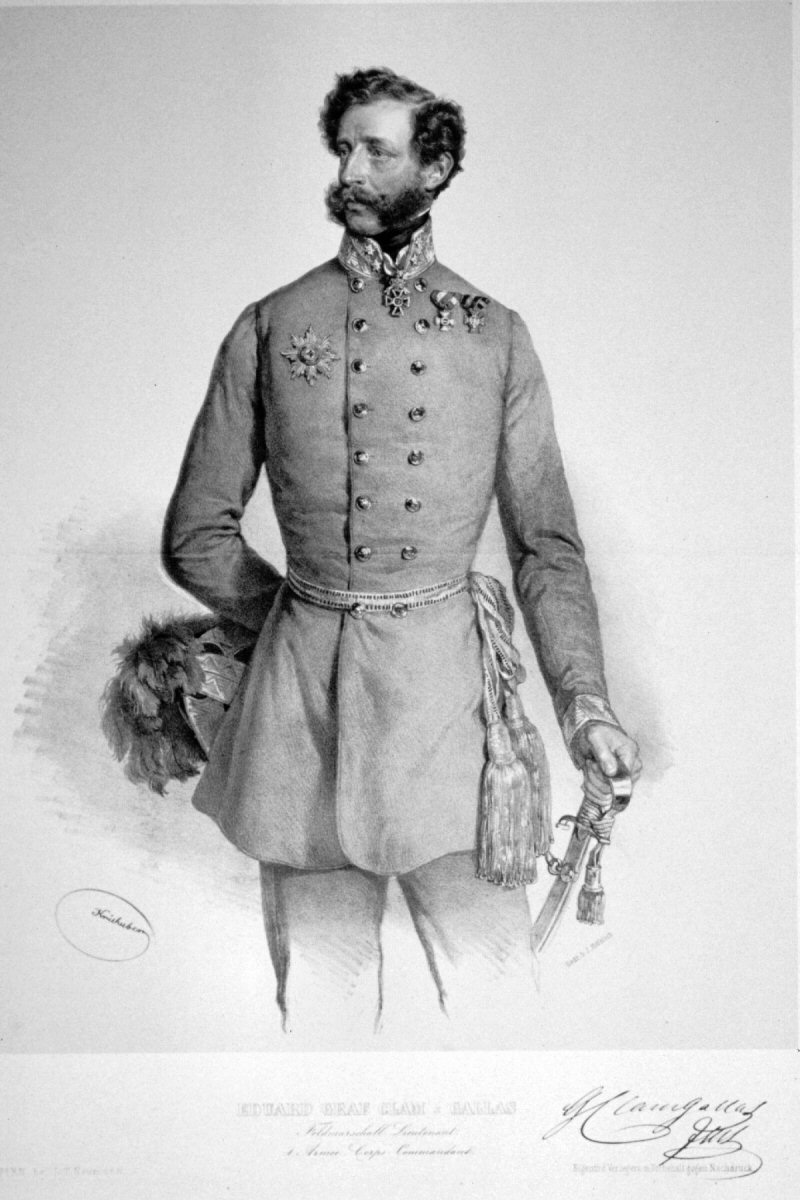
Eduard Clam-Gallas (1805-1891) altábornagyként a nyári hadjárat során az erdélyi császári-királyi csapatok parancsnoka.

lovasszázad, összesen 10 000 fő.